# Wii
Wii（ウィー）は、任天堂が開発、2006年に発売された家庭用ゲーム機。第7世代（任天堂の据え置き型ゲーム機では第6世代目）の家庭用据置型ゲーム機である。生産終了は2013年10月。

## 概要
ゲームの高度化などにより2世代前から始まったゲーム離れの問題の解決とゲーム人口の拡大を目指して、2004年にニンテンドーDSを発売し、既存ユーザーのみならず、新規ユーザーやライトユーザーの取り込みに成功した。本機はその流れを汲んだ据え置きハードとして開発された。
本体は発熱と消費電力量を他ハードと比べても大幅に低い数値にしたPowerPCのCPUを引き続き搭載し、DVDジャケット3枚分のサイズとし、SDカードスロットやBluetooth等の最新技術を搭載。新たにコントローラーは片手でも操作できるWiiリモコンを開発した。また、Miiの登場も本機からである。
この変化は普段ゲームをしない人やファミリー層に受け入れられ、結果的に同世代機では最多かつ任天堂の据え置き型ゲーム機では初となる1億台を超える出荷台数を記録したが、ハイビジョンテレビの価格が安定し、ソニーがPlayStation3の薄型モデルを連続で発売して販売体制を見直していた2012年頃を境に、特に日本での販売台数が失速。他社機のPlayStation 3とXbox 360（特に海外におけるXbox 360の売上）に販売台数で抜かれるようになった。ハイビジョン画像に対応し機能や性能なども劇的に進化した新機種のWii U発売後である2013年に生産終了となり、日本では2015年にソフトの発売が途切れたが、海外では2020年頃まで新作ゲームが発売され続けていた。

## 沿革
- 2003年
  - 5月13日（現地時間） - E3 2003のプレスカンファレンスで、ニンテンドー ゲームキューブの次世代機を開発中であることが明らかにされた[5]。
- 2004年
  - 6月9日 - 任天堂経営方針説明会で、「革命」を意味するコードネーム「レボリューション」を、発表[6]。
- 2005年
  - 3月10日（現地時間） - GDC 2005の基調講演で、IBM、ATIと共同で開発が行われていることや、スペックの概要が明らかになる。
  - 5月17日（現地時間） - E3 2005のプレスカンファレンスで、初めて本体が公開され、バーチャルコンソールシステムを発表。
  - 6月7日 - 任天堂経営方針説明会で、コントローラが革新的なものになることが示唆された。
  - 9月16日 - 東京ゲームショウ2005の基調講演で、コントローラ公開。
  - 11月25日 - レボリューション（コードネーム）の周辺機器はどんなものがあるかに関して、特定のアタッチメントをつければDVDプレイヤーとして使用することが可能なこととニンテンドーDSをコントローラーとして使用できると開発予想記事として掲載されている[7]。
- 2006年
  - 2月9日（現地時間） - DICE (Design Innovate Communicate Entertain) Summit 2006の基調講演で、セガ、スクウェア・エニックス、ナムコなど7社の参入を発表。
  - 3月23日（現地時間） - GDC 2006の基調講演で、メガドライブ、PCエンジンのゲームソフトもダウンロードプレイ可能であることを発表。
  - 4月28日 - 深夜1時、全世界同時に任天堂公式サイトで正式名称が発表された。
  - 5月9日（現地時間） - E3 2006のプレスカンファレンスで、「WiiConnect24」やコントローラの詳細を公開。
  - 5月25日 - 任天堂決算発表の記者会見席上で、Wiiの価格は日本では2万5000円以下、米国では250ドル以下であること、2007年3月までに全世界で600万台のWii、1700万本の対応ソフトの販売を見込んでいることを発表。
  - 6月7日 - 任天堂経営方針説明会で、WiiとニンテンドーDSとの連携構想、400万台を年内に出荷したいとの考えなどを発表。
  - 9月8日 - Wiiの開発に関わった人へのインタビュー「社長が訊く Wiiプロジェクト 〜Wiiが誕生したいくつかの理由〜」が任天堂ウェブサイト上で公開。
  - 9月14日 - 千葉幕張メッセでWiiの体験説明会「Wii Preview」開催。価格、発売日などの詳細な情報が正式に公開。Wiiの公式サイトおよびWii.com公開。
  - 10月11日 - Wiiリモコンと同じ材質・形状のクラブニンテンドー2005年度プラチナ会員特典「Wiiテレビリモコン」配送開始。
  - 11月3日 - 「Nintendo World 2006 Wii体験会 名古屋会場」開催。
  - 11月12日 - 「Nintendo World 2006 Wii体験会 大阪会場」開催[注 4]。
  - 11月13日 - Nintendo of Americaが今後12か月間でWiiの販促費として2億ドルをかけると発表。
  - 11月19日 - 北米発売。メーカー希望小売価格、249.99ドル。『Wii Sports』を標準添付。
  - 11月25日、26日 - 「Nintendo World 2006 Wii体験会 東京会場」開催。
  - 11月30日 - 任天堂が製造工程上の不具合で「Wii専用D端子 AVケーブル」の発売日を12月2日から12月9日に延期すると発表。
  - 12月2日 - 日本発売。メーカー希望小売価格、2万5000円（税込）。
  - 12月7日 - 豪州発売。メーカー希望小売価格、399.95AUドル/499.90NZドル。『Wii Sports』を標準添付。または、イタリア発売。
  - 12月8日 - 欧州発売。メーカー希望小売価格、249ユーロ/179ポンド。『Wii Sports』を標準添付。
  - 12月9日 - スペイン発売。
  - 12月15日 - プレイ中にWiiリモコン専用のストラップが切れたことによる事故があったとの報告を受け、これに対して任天堂が公式発表をした。詳細は後述。
- 2007年
  - 1月 - Wii本体の日本累計販売台数100万台突破。
  - 6月27日 - 新サービス『Wiiウェア』を米国で発表。
  - 7月12日 - E3 2007のプレスカンファレンスで新コントローラ「バランスWiiボード」や「アタッチメント」を発表。
  - 10月2日 - Wiiを所有しているすべてのユーザーに、Wiiリモコンに取りつける「Wiiリモコンジャケット」を無償提供すると発表し、受付を開始した。2007年10月中旬出荷分以降のWiiリモコンに付属することも発表した。
  - 10月10日 - 千葉の幕張メッセで報道陣やゲーム関係者向けの発表会「任天堂カンファレンス 2007.秋」を開催。前半では、新サービス『Wiiウェア』の詳細や新しい『Wiiチャンネル』、2007年末から2008年春にかけてのソフトラインナップなどが発表された。後半では、宮本茂がステージ上で『Wii Fit』を紹介・実演し、ゲストとして登場した森末慎二と相沢紗世が実際に体験した。
- 2008年
  - 1月 - Wii本体の日本累計販売台数500万台突破、世界累計販売台数2000万台突破。
  - 3月25日 - 『Wiiウェア』のサービスを開始。
  - 4月26日 - 韓国発売。
  - 7月12日 - 台湾発売。
  - 7月15日（現地時間） - E3 2008のプレスカンファレンスで、新しい周辺機器「Wiiスピーク」と「Wiiモーションプラス」を発表。
  - 10月2日 - 東京の代々木体育館にて報道陣やゲーム関係者向けの発表会「任天堂カンファレンス2008.秋」を開催。本体内蔵メモリ不足時の対応策、インターネット接続率を向上させる施策やキャンペーン、Wiiであそぶセレクション、NHKとの共同開発などの発表を行った。
  - 12月25日 - 任天堂と電通が共同で運営する動画配信サービス『Wiiの間』を2009年春に開始することを発表。
- 2009年
  - 2月27日 - インド発売。
  - 5月1日 - 日本で『Wiiの間』のサービスを開始。
  - 8月1日 - 日本においてWii本体・Wiiリモコン・ヌンチャク・クラシックコントローラPROの新色「クロ」が発売された。
  - 9月27日 - 米国においてWii本体の価格を244.99ドルから199.99ドルに改定。
  - 10月1日 - 日本においてWii本体の価格を2万5000円（税込）から2万円（税込）に改定。
- 2010年
  - 2月 - Wii本体の日本累計販売台数1000万台突破。
  - 同2月 - Wiiの次世代機について、GameSpotのインタビューに答えた任天堂アメリカのCammie Dunawaysの言葉から、発表は2011年6月であり、1年以上先とされた[8]。
  - 9月29日 - 「任天堂カンファレンス2010」を開催。WiiリモコンにWiiモーションプラスを内蔵した「Wiiリモコンプラス」を発表。同年11月11日以降、本体同梱のWiiリモコンと単品発売のすべてがWiiリモコンプラスに置き換えられた。
- 2011年
  - 5月15日 - 米国においてWii本体の価格を199.99ドルから149.99ドルに改定。同梱ソフトも『Wii Sports』『Wii Sports Resort』から『マリオカートWii』に変更される。これと同時に定番ソフトを19.99ドルという廉価で再発売するシリーズ『Nintendo Selects』も発表。ラインナップは『ゼルダの伝説 トワイライトプリンセス』、『街へいこうよ どうぶつの森』など。
  - 6月8日 - E3にて新機種の正式名称やその概要などが発表された。
  - 6月23日 - 日本において、これまでのセット内容に加えてWiiリモコンプラス（アオ）と専用ソフト『Wii Sports Resort』が新たに付属するようになる。価格は据え置き。
  - 年末 - ゲームキューブとの互換性を廃止した廉価版モデル「Wii Family Edition」を米国・欧州で発売[9]。
- 2012年
  - 4月30日 - 『Wiiの間』がサービス終了。
  - 12月7日 - インターネット機能やGCの互換機能を省き、本体をコンパクト化し、デザインや仕様が変更された廉価版モデル「Wii Mini」をカナダで発売。
  - 12月8日 - Wiiの後継機である新機種「Wii U」が日本で発売。
- 2013年
  - 4月12日 - 『ニュースチャンネル』『みんなのニンテンドーチャンネル』など一部のネットワークサービスの終了を発表。
  - 6月28日 - 上記の一部ネットワークサービスが終了。
  - 9月6日 - ニンテンドー公式ホームページで近日生産終了予定と発表された。
  - 10月12日 - Wii本体が生産終了された。
- 2014年
  - 2月27日 - 同年5月20日をもって『ニンテンドーWi-Fiコネクション』のサービスを終了することを発表。
  - 4月30日 - Wii 本体(カラーバリエーション) 生産終了
  - 5月20日 - 『ニンテンドーWi-Fiコネクション』がサービス終了した。
- 2017年
  - 9月29日 - 『Wiiショッピングチャンネル』の段階的なサービス終了を発表した。
- 2018年
  - 3月27日 - WiiショッピングチャンネルのWiiポイント追加が終了。
- 2019年
  - 1月31日 - Wiiショッピングチャンネルのサービスを終了。
- 2020年
  - 1月27日 - 同年3月31日到着分をもって修理受付終了を発表[10]。
  - 2月7日 - 先日の発表後に予測を上回る修理依頼が寄せられ、修理に必要な部品の在庫が想定よりも早く枯渇するとして、2月6日到着分で修理受付終了する[11]。

## 販売台数

### 日本
以下に記述されている販売台数の内、発表元が特に記述されていないものは、すべてエンターブレイン集計・発表のものである。
2006年
- 累計/年間販売台数  - 98万9118台

メディアクリエイトの調べ（2006年12月5日発表）によると、日本での発売日とその翌日（2006年12月2 - 3日）の本体の売り上げは35万358台となり、任天堂の据置型ゲーム機としては、NINTENDO 64、ニンテンドー ゲームキューブの初週実績を超える好スタートを切った。これはライバル機的扱いである、Xbox 360（マイクロソフト、2005年12月10日発売）の2006年12月3日までの累計販売台数17万8070台、PlayStation 3（SCE、2006年11月11日発売）の18万7836台を2日で抜き去ったことになる。発売日前後にはPlayStation 3やニンテンドーDS同様にインターネットオークションでの転売を目的とした大量購入も見られたため、店舗によっては購入数を限定したり、「転売目的の購入お断り」の看板が立てられていた。それでもアジア系と見られるバイヤーが指定金額を受け取り大量購入する様子がテレビで報道されているなど、今後の課題を見せつけることになった。
ローンチタイトルの同期日の売り上げトップ3は、『Wii Sports』（17万6167本）、『はじめてのWii パック』（17万4297本）、『ゼルダの伝説 トワイライトプリンセス』（13万9011本）の順となった。
2007年
- 1月 - 累計販売台数100万台突破（発売から6週目）
- 4月 - 累計販売台数200万台突破（発売から19週目、100万台突破から13週目）
- 7月 - 累計販売台数300万台突破（発売から33週目、200万台突破から14週目）
- 12月 - 累計販売台数400万台突破（発売から54週目、300万台突破から21週目）
- 年間販売台数 - 362万9361台
- 発売からの累計販売台数 - 461万8479台

2007年の夏ごろまでは月30万台前後の販売数であったが、同年9月ごろから販売数が低下し、同年11月の月間販売台数は前月よりも多少増えたものの、値下げと新型機を投入したPS3の週間、月間売り上げ台数を初めて下回る結果となった。しかし同年12月は、新規ユーザー獲得を狙う『Wii Fit』の効果で大幅に売り上げを伸ばし、累計販売台数は早くもゲームキューブ（約410万台）を追い抜いた。結果的に2007年12月中旬から2008年1月中旬の約1か月で約100万台を売り上げ、累計販売台数は500万台を突破した。
2008年
- 1月 - 累計販売台数500万台突破（発売から60週目、400万台突破から6週目）
- 5月 - 累計販売台数600万台突破（発売から76週目、500万台突破から16週目）
- 11月 - 累計販売台数700万台突破（発売から104週目、600万台突破から28週目）
- 年間販売台数 - 290万8342台
- 発売からの累計販売台数 - 752万6821台

2007年末の『Wii Fit』に引き続き『大乱闘スマッシュブラザーズX』がハードの売り上げを大きく牽引し、3月にはNINTENDO 64の累計販売台数（約554万台）を追い抜いた。さらに4月には『マリオカートWii』が発売し、こちらもヒットした。ハードの売り上げも夏まで順調に推移した。しかし、それ以降はハードを大きく牽引するようなヒット作が生まれず、7月以降のハード販売ペースは2007年同様に鈍化した。10月に発売された『Wii Music』は『Wii Sports』や『Wii Fit』に継ぐ定番ソフトとして期待されたが、約40万本と大ヒットには至らなかった。11月に発売された『街へいこうよ どうぶつの森』は100万本超のヒットとなったが、DSで発売された前作『おいでよ どうぶつの森』のようにロングセラーソフトにはならなかった。こうして年末商戦では前月に比べると大幅に伸びたが、前年の年末商戦に比べると大幅に落ち込む結果に終わった。
2009年
- 4月 - 累計販売台数800万台突破（発売から125週目、700万台突破から21週目）
- 12月 - 累計販売台数900万台突破（発売から159週目、800万台突破から34週目）
- 年間販売台数 - 197万5178台
- 発売からの累計販売台数 - 950万1999台

2009年に入ってからも、2008年後期から続く不調は長期にわたって続き、通期販売台数予想は円高の影響も加わり、100万台下方修正された。週間販売台数は、春先はPS3を下回って2万台を割ることも多かったが、以降は少し回復し、再び据え置き機でトップとなった。8月には『モンスターハンター 3（）』が発売。最終的にサードパーティー初のミリオンタイトルとなったが、Wiiの流れを変えるには至らなかった。そのため、10月より価格が2万円に値下げされたあとも、先んじて値下げしたPS3の後に続くことが多かった。しかし、12月は『New スーパーマリオブラザーズ Wii』のヒットで大幅に売り上げを伸ばし、年末商戦の成績は過去3年間で最高となった。
この結果、この年の年間販売台数は200万台に届かなかったものの、PS3（172万7041台）を僅差で上回り、3年連続で据え置き機トップの座を維持した。
2010年
- 2月 - 累計販売台数1000万台突破（発売から170週目、900万台から11週目）
- 12月 - 累計販売台数1100万台突破
- 年間販売台数 - 172万8293台
- 発売からの累計販売台数 - 1123万292台

2009年の年末商戦の勢いもさほど長くは続かず、1年を通して販売台数が伸び悩んだ。年末商戦でも過去3年ほどの伸びは見られず、結果1年を通して苦戦が報じられた2009年をさらに下回る年間販売台数となったが、PS3も同様に前年を下回った（155万8480台）ため、4年連続で据え置き機売り上げトップとなった。また、
ソフトウェア面では『Wii Party』が累計100万本超のヒット、その他50万本を超えたソフトも幾つか生まれたが、サードパーティ製のソフトが減少していき、新規タイトル数は全60タイトル（これは現行機種でもっとも少ない数である）と、前年を大きく下回った。そのため、プロモーション活動は『Wii Sports Resort』や『Wii Fit Plus』といった2009年以前から続くロングセラーソフトや、『Wiiの間ショッピング』のようなゲーム以外の要素が中心となっていた。
2011年
- 12月 - 累計販売台数1200万台突破
- 年間販売台数 - 93万7451台
- 発売からの累計販売台数 - 1216万7743台

2010年からの低調が続き、年間販売台数が93万7451台と前年をさらに下回る数字となっていた。また本年の6月23日からは、Wii本体セットの内容物にソフト『Wii Sports Resort』とWiiリモコンプラス（アオ）が追加され、Wii本体セットに標準でWiiリモコンが2本同梱されるようになったり、そのセットの内容物と置き換わる形でソフト『Wii Party』とWiiリモコンプラス（ピンク）を同梱したWii本体セットが11月から数量限定で発売された。
ソフトウェア面では、『星のカービィWii』が80万本超のヒット、その他50万本を超えたソフトも幾つか生まれたが、サードパーティ製のソフトが減少していき、新規タイトル数は全37タイトルと、前年をさらに下回った。しかし、このころに発売されたタイトルはゲーム内容で高評価を得たものが多く、『ゼルダの伝説 スカイウォードソード』などの発売直後にみんなのニンテンドーチャンネルでプラチナランクを獲得したタイトルも多く存在する。。
2012年
- 年間販売台数 - 49万2999台
- 発売からの累計販売台数 - 1266万742台

この頃からはWiiは最新機種として末期となり、前世代機のニンテンドーゲームキューブやニンテンドウ64の末期同様に、新作ソフトを1本も発売できなかった月がしばしば見られ、発売された新作ソフトは前年をさらに下回り全10タイトルにまで減少し、最新機種としては最も少ない数になった。また、日本リージョンのソフトは海外でこの時期に販売されていたWiiソフトを大幅に下回る傾向にあった。そんな中、オンラインRPG『ドラゴンクエストX』の発売時にはWii本体の販売が一時的に伸びていた。7月26日に発売された『JUST DANCE Wii 2』が任天堂から発売された最後のWii用ソフトとなっている。
2013年
- 年間販売台数 - 7万7337台
- 発売からの累計販売台数 - 1273万8079台

2013年は4本のタイトルが発売されたが、独占タイトルは『プリキュアオールスターズ ぜんいんしゅうごう☆レッツダンス!』（バンダイナムコゲームス）の1本のみで、あとのソフトはすべてWii Uなど他機種とのマルチタイトルだった。
10月には本体の生産終了が発表された。以降、新作ソフトは『ドラゴンクエストX』の追加ディスクソフトのみリリースされている。追加ディスクソフトは2015年までリリースされた。

### 世界
世界累計販売台数2000万台を発売から約60週で達成した。日米欧での発売開始時期が機種によりそれぞれ異なるため単純比較はできないが、これは歴代の家庭用ゲーム機の販売記録（PlayStation 4〈68週〉、ゲームボーイアドバンス〈75週〉、ニンテンドーDS〈約80週〉、Nintendo Switch〈約82週〉、PlayStation 2〈約95週〉の中では最速である。3000万台は発売開始後1年8か月で達成し、歴代では最速である。2位はNintendo Switchの1年10か月である。のちに出荷台数では発売開始後2年5か月で5000万台を達成しており、PlayStation 2およびNintendo Switchを上回った。ただし、生産終了までの総売上ではPS2を超えることができなかった。一方、国内累計販売台数1000万台は発売から約3年3か月で達成しており、ニンテンドーDSの約1年8か月、PlayStation 2およびNintendo Switchの約2年6か月に次ぐ速さであった。
米国や欧州では、日本と異なり年齢・性別を問わずバランスよく普及しており、サードパーティーのシェアも多い。2008年11月、12月の米国でのサードパーティーの売上はほかの据え置き機を押さえトップとなった。
北米と欧州では長期にわたって供給不足が続き、月間180万台程度を生産したにもかかわらず、高額な転売や抱き合わせ販売が問題化した。米国eBay（最大シェアのオークションサイト）での販売価格は、2006年12月よりも2007年12月の方が高かった。当時社長の岩田聡は米GameSpot紙のインタビューで、通常は需要が少ない時期に在庫を蓄積できるが、年間を通じて需要が強かったため蓄積できなかったと述べている。
しかし、2009年以降の北米では、日本よりは緩やかであったが下降路線を辿り始めている。
2013年6月末までの累計販売台数は1億4万台に上り、同社の据え置き型としてはもっとも販売台数が多い機種になった。当時の競合機種であるPlayStation 3とXbox 360は2013年にそれぞれ8000万台を売り上げており、Wiiは任天堂の据え置き機としてはスーパーファミコン以来3世代ぶりにトップシェアに返り咲いた。しかしながら、シェア全体の単独過半数を占めることはできなかった。ただし、Xbox 360も2012~2013年では日本市場が大幅に衰退し始めた。
- 2006年11月28日にニンテンドーオブアメリカが、北米で発売したWiiが発売後8日間で60万台、同時発売ソフト『ゼルダの伝説 トワイライトプリンセス』が45万4000本以上を販売したと発表した[46]。
- 2006年12月7日に任天堂が東京で講演を行い、Wiiが全世界（当時は日本と米国のみ）で累計販売台数100万台を突破したことを明らかにした[47]。
- 2006年12月12日に英国任天堂と調査会社のチャートトラックは、12月8日に英国で発売されたWiiの初週の販売台数が10万5000台と、Xbox 360の7万台を上回り、家庭用据え置き型ゲーム機の初動として過去最高を記録したことを明らかにした[48]。
- 2006年12月13日にニンテンドーオブヨーロッパは、欧州各国で12月8日に発売したWiiの最初の2日間の売り上げが32万5000台となったことを発表した。対応ソフトでは『ゼルダの伝説トワイライトプリンセス』が24万本で、続いて『Wii Play（日本名：はじめてのWii）』はハード購入者の50%以上が購入した[49]。
- 2007年2月21日に米国市場調査会社NPDは、Wii本体の1月の全米販売台数は43万6000台となり、同月にもっとも売れたゲーム機となったことを発表した[50]。ちなみに、同時期に発売したPlayStation 3は24万4000台、北米で人気があるXbox 360は29万4000台だった。
- 2007年9月、据え置き型ゲーム機において、世界累計販売台数の首位となったことが発表された。日米欧での合算した販売台数は902万台となっている[51]。
- 2007年10月、9月までの世界累計販売台数が1317万台となったことが発表された[52]。
- 2008年1月、世界累計販売台数が2013万台になったと発表[53]（参考：Xbox 360は1650万台、PlayStation 3は950万台[54]）。
- 世界最大のサードパーティである米国EAは、2008年度欧州におけるのハード売上見通しを発表し、Wii・700万台、PS3・550万台、Xbox 360・200万台、PlayStation 2・195万台と予測した[55]。
- 2008年6月、米国での累計販売台数が1090万台となり、米国内でトップであった競合機種Xbox 360の累計販売台数を超えたことが明らかになった[56]。
- 2009年1月、米国での2008年年間売上が1022万台を記録し、2007年のニンテンドーDSの852万台を塗り替える新記録を達成した[57]。ソフトウェアセールスでも『はじめてのWii』『マリオカートWii』『Wii Fit』『大乱闘スマッシュブラザーズX』が上位4位を独占した[58]。
- 2009年3月26日、世界累計出荷数が24日までに5000万台を突破したと発表した。発売から2年5か月での達成は据え置き型のハードとしては史上初となる[注 7][38]。
- 2013年7月31日、2014年3月期第1四半期業績発表により、2013年6月30日時点で世界累計出荷数が1億台を突破し1億4万台になっていることが明らかになった[59]。
- 2019年11月5日、北米リージョン作品としては最終作品となった『Just Dance 2019』が発売。
- 2020年7月9日、ヨーロッパ（PAL）リージョン作品としては最終作品となった『Retro City Rampage DX+』、『Shakedown: Hawaii』が発売。
- 2022年2月3日、Nintendo Switchの累計販売台数がWiiを超えたことが明らかになった。

| 会計年度 | ハードウエア売り上げ（万台） | ハードウエア売り上げ（万台） | ハードウエア売り上げ（万台） | ソフトウエア売り上げ（万本） | ソフトウエア売り上げ（万本） | ソフトウエア売り上げ（万本） | 発売ソフトウエアタイトル数 | 発売ソフトウエアタイトル数 | 発売ソフトウエアタイトル数 |
| 会計年度 | 日本国内                     | 日本国外                     | 計                           | 日本国内                     | 日本国外                     | 計                           | 日本国内                   | 米大陸                     | その他                     |
| -------- | ---------------------------- | ---------------------------- | ---------------------------- | ---------------------------- | ---------------------------- | ---------------------------- | -------------------------- | -------------------------- | -------------------------- |
| 2006年   | 200                          | 384                          | 584                          | 612                          | 2,272                        | 2,884                        | 38                         | 47                         | 45                         |
| 2007年   | 390                          | 1,471                        | 1,861                        | 1,494                        | 10,467                       | 11,960                       | 115                        | 194                        | 184                        |
| 2008年   | 206                          | 2,389                        | 2,595                        | 1,303                        | 19,155                       | 20,458                       | 118                        | 268                        | 253                        |
| 2009年   | 238                          | 1,815                        | 2,053                        | 1,498                        | 17,683                       | 19,181                       | 88                         | 292                        | 301                        |
| 2010年   | 126                          | 1,382                        | 1,508                        | 1,145                        | 15,981                       | 17,126                       | 56                         | 245                        | 237                        |
| 2011年   | 86                           | 898                          | 984                          | 900                          | 9,337                        | 10,237                       | 32                         | 129                        | 137                        |
| 2012年   | 26                           | 372                          | 398                          | 432                          | 4,629                        | 5,061                        | 11                         | 47                         | 56                         |
| 2013年   | 4                            | 118                          | 122                          | 128                          | 2,488                        | 2,616                        | 3                          | 24                         | 29                         |
| 2014年   | 0                            | 17                           | 17                           | 17                           | 601                          | 618                          | 1                          | 5                          | 10                         |
| 2015年   |                              |                              |                              |                              |                              |                              |                            |                            |                            |
| 合計     | 1,275                        | 8,848                        | 10,123                       | 7,529                        | 82,612                       | 90,141                       | 462                        | 1,251                      | 1,252                      |

## ハードウェア

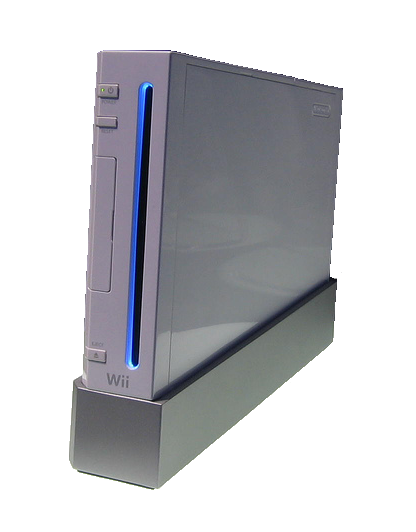
専用縦置き用スタンド利用時のWii本体。ディスクスロットが点灯している状態。

本体は任天堂の据置機としては初めてスロット方式光ディスクドライブ搭載により、後述の通りDVDケース三個分の大きさとなり、縦横両方の設置が可能となった。ゲームキューブとの後方互換性を持つ。発売当時、デジタル対応テレビの普及が過渡期だったこと、このハード自体がニンテンドー ゲームキューブの性能強化版として開発された関係で、HDMI出力端子は搭載されず、アナログ映像出力端子(~480pまで)が搭載された。
また、無線通信コントローラ「Wiiリモコン」による直感的な操作の実現、人間型のキャラクター（アバター）であるMiiの搭載、独自のインターネットを利用した日常生活に役立つコンテンツ（Wiiチャンネル）といったサービス、バーチャルコンソールなどのゲームソフトのダウンロード機能等を搭載している。

### 開発
日本のゲーム市場は1997年をピークに、2006年までは漸減しており、任天堂はゲーム市場縮小の原因を、「ゲームの複雑化に伴うゲーム離れ」にあると考えた。これは「家庭用ゲームが、ハードウェア、ソフトウェアともに大きな進化を遂げると同時に、システムや操作の高度化・複雑化が進み、あまりゲームをプレイしない層とゲームをよくプレイする層の間でゲームに対する心理的な距離に格差が生じ、ゲームに対するスタートラインが、人によってまったく違う状況になっているのではないか」というものである。
そこで同社は
- ゲーム人口の拡大（ゲームから離れてしまった人を呼び戻す。女性や高齢者といった非ゲーマー層を取り込む）。
- ゲーム定義の拡大（従来は存在しなかった作品を投入する。例：『Wii Sports』、『Wii Fit』）。
- 年齢や技量を問わず、誰もが同じスタートラインに立てること（コアゲーマーとカジュアルゲーマーがともに楽しめる）。

を提案した。2006年E3前の会見で岩田は「ゲーム人口の拡大」が社長に就任したときに定めた目標であると語った。この提案を元に、任天堂は「ゲーム操作の高度化」に歯止めをかけるため、ユーザインタフェースの改良によって「このゲームの操作なら、自分でもできそうだ」と普段ゲームをしないユーザーに体感させることを具体的目標とした。
このコンセプトを同じくしてWiiに先駆けて発売されたニンテンドーDSでは、操作の簡便化と従来とはまったく異なる操作感覚を実現した (Touch! Generations) が成功して大ヒットした。WiiではニンテンドーDSとは別の技術、別のアプローチで操作の簡便化を図るべく、コントローラの改良が行われ、宮本茂を中心とする3年にも及ぶ研究開発の結果、生まれたのが「Wiiリモコン」である。宮本茂はCEDEC 2018で当時を振り返り、Wii本体について「DVDケース二個分の大きさで作れと（岩田聡から）無茶ぶりされて、猛烈に苦心した末にできあがったもの」と語っている。（製品化時にはDVDケース三個分の大きさ）

#### 名称について
Wiiという名称は、英語の「We（私たち）」をイメージして「家族の誰もが楽しめる」というコンセプトを表し、「ii」は独特の形状のコントローラと、人々が集まるさまをイメージしたものである。ほかにもフランス語の「Oui（はい）」とも発音が似ており、肯定的な意味が含まれている。
この名称が公開された当初は、前世代機の「ゲームキューブ」からの名前の変わりように賛否両論が起こった。しかし、発売のころには、その論議も落ち着いた。Nintendo of America社長、レジナルド・フィサメィは2006年のE3において、この名称について「LEXUSやACURAなどの名称も最初は賛否両論があったが、今は受け入れられている。Wiiも最初はおかしいと思うかもしれないが、人々に浸透するにしたがって受け入れられるだろう」といった趣旨の発言をしている。
サードパーティーソフトのテレビCMや店頭のポスターなどでは、ニンテンドーWii、任天堂Wiiと表記されていることもあるが、正式名称ではない。
開発コードネームは「レボリューション (Revolution)」であり、「ビデオゲームの革命」となるゲーム機を表していた。本体および関連機器の型番には「R」e「v」o「l」utionを略した「RVL」が付いている。この「Revolution」にも専用のロゴが用意されていた。「o」の文字がディスクの形をしており、「v」の後の「o」は大きく、「i」の後の「o」は小さい形をしている。これは、それぞれWii用の12cmディスクと、ゲームキューブ用の8cmディスクを表しており、ゲームキューブとの互換性を表していた。

#### DVDビデオ視聴機能搭載モデル発売構想
WiiはCDやDVD再生には対応していない。ただし、ドライブ自体はCD、DVD読み込み可能な仕様となっている。当初は専用アタッチメントの取りつけで再生可能にする予定だったが、2006年11月14日にアメリカのソニック・ソルーションズが「Wiiの将来バージョンに、ソフトウェアベースのDVDビデオ再生エンジンである Sonic CinePlayer CE DVD Navigato が採用される」とニュースリリースで発表。その後、任天堂より正式にDVDビデオ視聴機能が追加されるモデルの登場が発表された。当初、2007年後半のリリースを予定していたが、2007年11月に公式ページにて、世界的な品薄状態の影響で一機種に絞って生産効率を上げるため、発売を延期すると発表された。
しかし、品薄状態が解消されたあとも、結局発売されることはなかった。後継機Wii Uでも同様に再生機能は搭載されておらず、その理由として「コストアップに見合うメリットが無く、Blu-ray・DVDプレイヤーは必要な人には十分に普及しているため」と説明している。

### 筐体
任天堂のこれまでの据え置き型ハードの中ではもっとも小さく、DVDケースを3枚重ねた程度の厚さである。縦置きと横置きの両方に対応しており、専用の縦置き用スタンドが同梱されている。その専用スタンドを用いて縦置きにした際、本体がやや後ろに傾くが、これはスタイルをよくするため、子供がディスクを挿入するときに落としにくくするため、放熱の便をよくするためという理由がある。

### 映像
最大出力解像度は、NTSCの映像方式を採用する地域（日本・北米など）では横720×縦480ピクセル、PALやSECAMの映像方式を採用する地域（欧州など）では横720×縦576ピクセルである（SD画質）。ソフトが対応している必要があるが、プログレッシブ (480p) かつ16:9のワイド画面がもっとも高画質な映像である。
Wii本体とテレビを接続するケーブルは「AVケーブル（コンポジットケーブル）」「S端子AVケーブル」「D端子AVケーブル」「コンポーネントAVケーブル」「RGB SCARTケーブル」の5種類がある。ただし「RGB SCARTケーブル」は欧州のみの発売。Wii本体には「AVケーブル（コンポジットケーブル）」が同梱されており、その他はすべて別売り販売となっている。本体の映像出力端子が独自のものとなっているため、市販されている通常のAVケーブルは使用できない。AV仕様ファミコン・スーパーファミコン・NINTENDO 64・ニンテンドー ゲームキューブは本体の映像出力端子がすべて共通であり、接続ケーブルもすべて同じものであったが、この出力端子はコンポジットケーブル・S端子ケーブル・SCARTケーブル用の3種類の映像信号しか出力できないため、Wiiでは5種類すべての接続ケーブル用の映像信号の出力に対応した新しい出力端子が採用されている。そのため、ゲームキューブ以前の接続ケーブルとWii専用の接続ケーブルには互換性がない。ゲームキューブでもD端子ケーブルとコンポーネントAVケーブルが発売されていたが、前述の通り通常の出力端子では対応していないため、通常の出力端子のすぐ横にD端子ケーブルおよびコンポーネントAVケーブル専用出力端子が搭載されていた。Wiiはこの2つの端子を1つにまとめたことで簡素化した。また、ゲームキューブ以前のゲーム機にはAVケーブルはすべて別売り販売だったがWiiには標準で付属された。
走査方式はインターレース方式とプログレッシブ方式から選択可能。ただし、プログレッシブ方式で出力するには映像信号の規格上、別売の「D端子AVケーブル」もしくは「コンポーネントAVケーブル」を使用する必要があり、さらに使用するソフト側もプログレッシブ方式での出力に対応している必要がある（対応していない場合はインターレース方式で出力される）。
画面比率（アスペクト比）は「4:3（ノーマル）」と「16:9（ワイド）」から選択可能。16:9映像は、横方向を圧縮して伝送し、テレビ側で元の比率に引き延ばすスクイーズ方式で出力される。一部のソフトでは16:9映像での出力に対応していない場合があり、その場合は本体設定で「16:9」に設定されていても4:3映像で出力される。S端子ケーブルやD端子ケーブルを使用した場合でも、画面比率制御信号は出力されないため、正しい比率で表示するには別途、ワイドテレビ側の画面比率設定を手動で「ノーマル」や「4:3」（メーカーによって呼称は異なる）に変更する必要がある。ただし、4:3映像のみ出力対応のソフトの中には、ワイドテレビ側で画面比率設定をしなくてもいいように、4:3映像の左右に黒色の帯やキャラクターが描かれた帯（ピラーボックス）を自動的に付加して16:9映像にし、出力するソフトもある（『マリオパーティ8』や『ワリオランドシェイク』など）。逆に16:9映像出力対応ソフトの中でも、4:3映像出力設定にしている場合、上下に帯をつけて出力するソフトもある（いわゆる「レターボックス」）。WiiメニューやWiiオプションなどの本体機能、Wiiチャンネル、任天堂製のWiiウェアはすべて16:9映像の出力に対応している。

### サウンド
Wii本体からの音声出力は、本体とテレビを接続する各種AVケーブルの音声端子（白・赤の2本のRCA端子）によるアナログ音声出力のみであり、光デジタル音声端子などは搭載していないためデジタル音声出力には対応していない。よって、音声の最大出力チャンネル数は2chまでである。
本体の音声設定では「モノラル」「ステレオ」「サラウンド」の3種類から選択可能である。「サラウンド」に設定すると、ゲーム中の効果音などがドルビープロロジックIIのデコードに適した2ch音声にエンコードされて出力される。この音声を、ドルビープロロジックIIデコードに対応したAVアンプに接続し、ドルビープロロジックIIのモードをオンに設定して再生することで、5.1chサラウンド音声に拡張して楽しむことができる。ただし、ゲームソフトによってはドルビープロロジックIIエンコードに対応していない場合がある。その場合は、本体の音声設定で「サラウンド」に設定していたとしても、通常のステレオ音声が出力される。なお、ニンテンドーゲームキューブ用ソフトの中にもドルビープロロジックIIエンコードに対応したソフトがあるが、これらのソフトをWiiで遊んだ場合でも、ゲーム内の音声設定で「サラウンド」（一部ソフトでは「ドルビープロロジックII」と表記されている場合もある）に設定することで、ドルビープロロジックIIエンコードされた音声が出力される。
任天堂はドルビーラボラトリーズと契約を結び、Wii用ゲームソフトでドルビープロロジックIIを使用する許諾を受けている。この契約により、ゲーム各社はドルビー社と個別に契約することなく、ドルビープロロジックIIの技術を利用した音声を出力することができる。ただし、ゲームソフトのサウンドがサラウンドで製作されている必要がある。ドルビープロロジックIIエンコードに対応したゲームソフトには、パッケージの裏面、取扱説明書の裏表紙、Wiiメニューの各種ソフトを選択した際に表示される画面（Wii用ソフトのみ）などにドルビープロロジックIIのロゴマークが表記されている。Wii Fitのように任天堂純正作品でもドルビープロロジックIIを搭載しなかったケースもあり、マリオパーティ9が任天堂として事実上最後のドルビープロロジックII搭載作品となった。ニンテンドー3DSではステレオ出力しかできないが、非公表でドルビープロロジックIIを採用した作品が存在しているため、音声設定に「サラウンド」が存在する。Wii U以降はLCPM 5.1ch出力が可能だが、Nintendo Switch以降はサラウンドにゲームが対応しているかどうかが非公表である。

### コントローラ

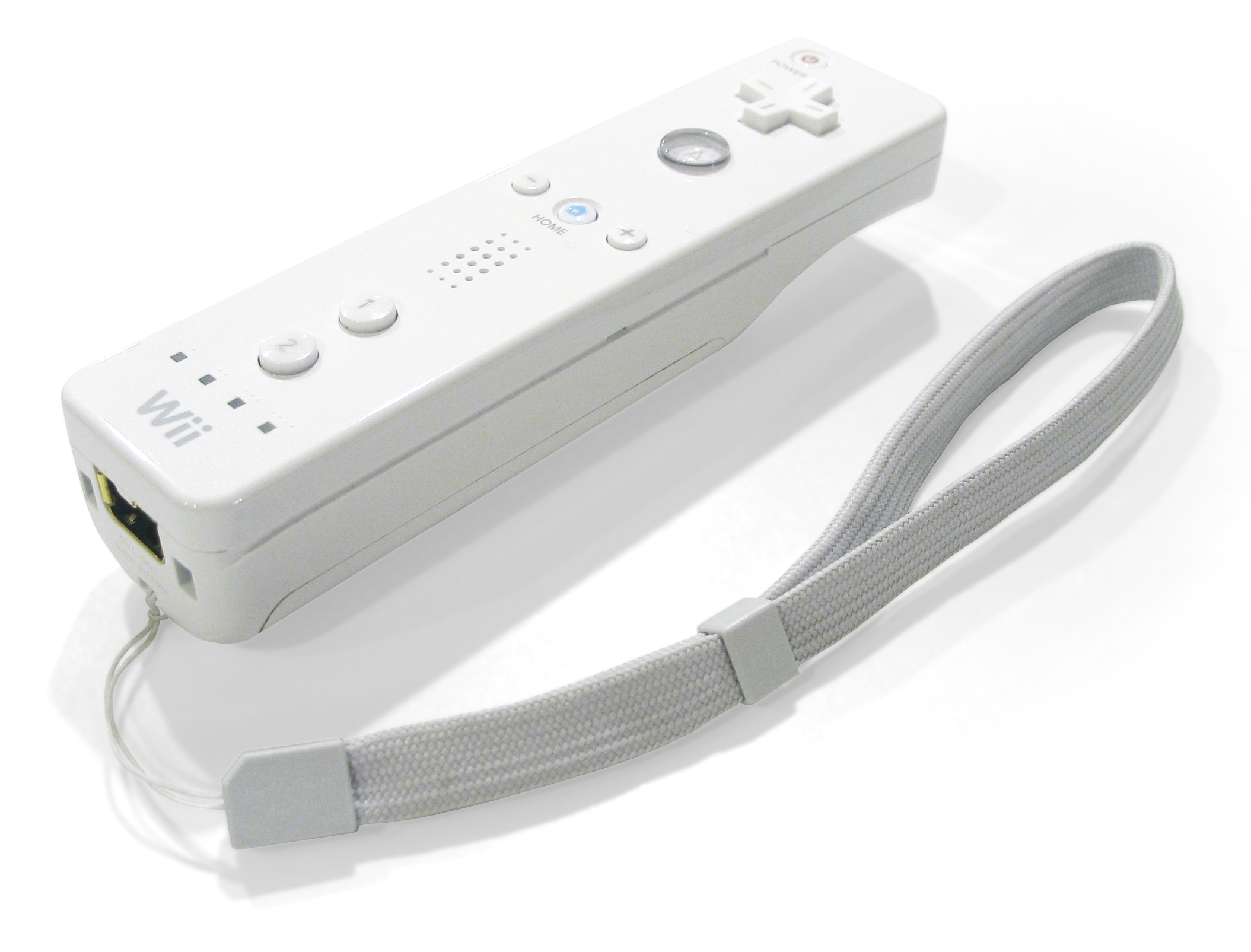
Wiiリモコン
下部に追加コントローラを接続できる拡張コネクタが存在する

Wiiの標準コントローラは、Wiiリモコンと呼ばれるリモコン型のコントローラである。Wiiリモコン以外にも「ヌンチャク」や「クラシックコントローラ」などのWiiリモコンの外部拡張コネクタに有線接続する拡張コントローラや、「バランスWiiボード」のような単体で動作するコントローラもある。
また、Wii本体上部に「ニンテンドーゲームキューブコントローラポート」があり、GC専用コントローラが使用できる。GC専用ソフトをプレイする際に必要となるほか、すべてのバーチャルコンソール用ソフト、および一部のWii専用ソフトで使用可能。ただし、バーチャルコンソールのソフトの場合は、振動機能には対応していない。GCコントローラポートに接続するコントローラとしては、DanceDanceRevolution Wii専用コントローラ（コナミデジタルエンタテインメント、GC用ソフト『Dance Dance Revolution with MARIO』に同梱されていたマットコントローラとほぼ同じ性能）、ファミリートレーナー専用マットコントローラ（バンダイナムコゲームス）がある。USBゲームキューブコントローラ接続タップでもUSB接続しGC専用コントローラーでも接続可能となっている。

### ディスク・光学ドライブ

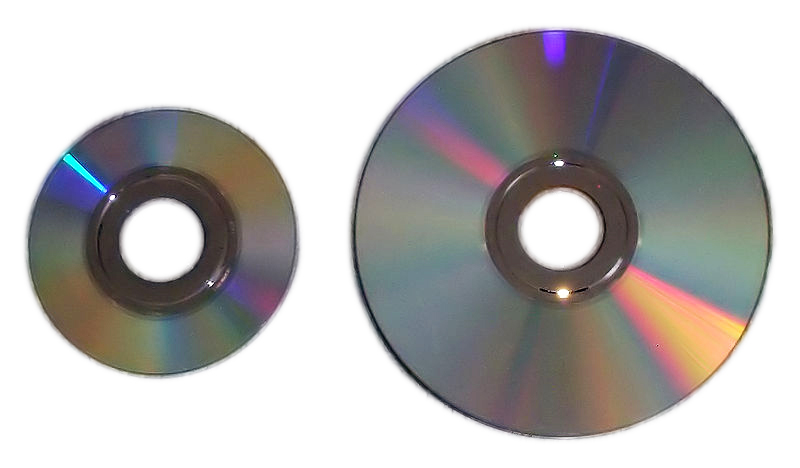
GCソフト用ディスク（左）とWiiソフト用ディスク（右）

Wiiの対応メディアは、Wiiソフト用12cm光ディスク（1層/2層）と、GCソフト用8cm光ディスクである。両者ともにDVDがベースとなっているが、記録方式が任天堂独自規格となっておりDVDとは異なる。Wiiソフト用光ディスクの容量は、1層式が4.7GB、2層式が8.51GB。2層式ディスクは、ディスクを読み取るレンズの汚れの影響を受けやすいため、場合によっては読み込み不良が発生することがある。2層式ディスクかどうかはディスク裏面の内周に刻まれた記号から判別できる。日本版ディスクの場合は「RVL-***J-0B-00」である（1層式は0Bが0A）。
Wii用ソフト・GC用ソフトともにDVDのものとは地域区分が異なるリージョンコードが設定されており、特殊な改造を施すか、外部ツールを使用しない限り、ゲームソフトと本体のリージョンコードが一致しないと起動することができない。
GCまで韓国・台湾等のアジア地域は日本と同じエリアに設定されていたが、Wii以降からそれぞれ独立したコードが与えられた。また、それまで英語版や日本語版が発売されていた現地でもローカライズが積極的に行われ、中国語版・韓国語版のソフトも発売された。
光学ドライブはCDやDVDなど、Wii・GC専用ソフト以外のディスク読み込みには対応していない。ただし2008年より前に製造された本体ではDVDを読み出せるドライブが内蔵されているケースがあった。

### ディスクケース

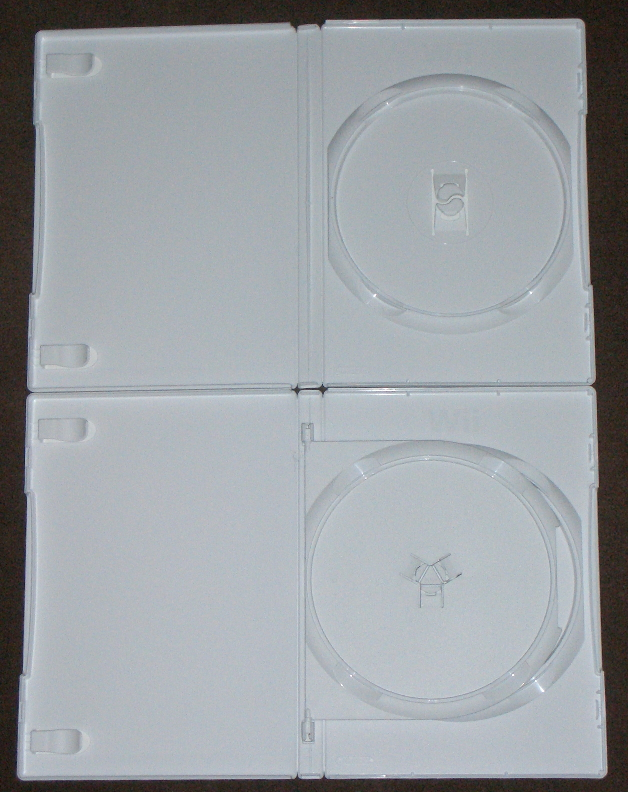
Wiiのディスクケース。上が1枚組用、下が2枚組用。

ディスクケースは、GCでは独自のものを使用していたが、Wiiでは多くのDVDソフトやPlayStation 2・Xboxソフトで採用されているアマレー社製のトールケース（W136mm×H190mm）を採用している（ケース内にAMARAYのロゴがある）。いくつかのソフトには2枚組用のケースが採用されているが、厚さは1枚組用のものと同じである。ケースのカラーリングは以下の3種類が存在する。
- 白：2009年12月までに発売されたほぼすべてのソフト、および2010年1月以降に発売され、CEROの審査でA（全年齢対象）・B（12才以上対象）・教育・データベースのいずれかに指定されたソフト[73]。
- 黒：2010年1月以降[注 11]に発売され、CEROの審査でC（15才以上対象）・D（17才以上対象）・Z（18才以上のみ対象）のいずれかに指定されたソフト[73]。
- 赤：『New スーパーマリオブラザーズ Wii』のみ全世界統一で赤色のケースが採用された。

### 内蔵フラッシュメモリ
従来のゲーム機では、ソフトがROMカセット式のものはそのソフト自体に、ディスクメディア式のものは外部メモリ（メモリーカードなど）にセーブデータが保存されるのが通例であったが、Wiiでは本体内蔵の容量が512MBのフラッシュメモリに保存される。そのため、セーブデータの保存にメモリーカードなどの外部メモリを必要としない。ゲームのセーブデータだけでなく、ダウンロードした『Wiiチャンネル』や『バーチャルコンソール』および『Wiiウェア』のソフトの保存、『Wii伝言板』に記録されたメッセージの保存、ネットワークサービス『WiiConnect24』で受信したデータの保存などにも利用される。
各データのサイズは「ブロック」という単位で表示される（1ブロックは128KB相当）。512MB（4000ブロック相当）のうち一部は本体設定・購入時から内蔵されている5つのWiiチャンネル・Wii伝言板に記録されたメッセージ・受信した本体アップデートプログラム・システムプログラムなどの保存領域として使用されるため、実際にユーザーが512MB（4000ブロック相当）すべてを使用することはできない。容量が足りなくなった場合はSDカードメニューを利用することで、間接的ではあるが容量拡張に近い形をとることができる（この機能実装への経緯は、下記のSDカードメニュー実装への経緯を参照のこと）。
内蔵メモリはAES 128bit CBCモードで暗号化されている。この暗号化方式はWiiディスク、Wiiのアップデートサーバから提供されるファイルにも使われている。セーブデータやWiiチャンネルをSDメモリーカードにコピーすると、データは自動で暗号化される。

### SDメモリーカード
SDメモリーカードスロットがWii本体前面に1か所あり、外部記憶媒体として
- SDメモリーカード（2GBまで）
- SDHCメモリーカード[注 1]（4GBから32GB）
- miniSDカード[注 13]（2GBまで）
- miniSDHCカード（4GBから32GB）
- microSDカード[注 13]（2GBまで）
- microSDHCカード[注 1][注 13]（4GBから32GB）

が使用できる。SDメモリーカード（表現の便宜上、上記のメモリーカードすべてを含むものとする。以降も同様）を使用することで、「Wiiオプション」内の「データ管理」より、Wii本体内蔵メモリに保存されているWiiチャンネル（ソフト）やセーブデータをSDメモリーカードに移動・コピーすることができる。チャンネル（ソフト）の場合、SDメモリーカードに移動後も後述の「SDカードメニュー」を使用することによって直接ソフトを起動することができる。ただしセーブデータはSDメモリーカードから直接読み込むことができないため、事前にWii本体内蔵メモリに移動・コピーしておく必要がある。32GBのSDHCメモリーカードであれば、24万ブロック相当の容量が確保できる計算となるが、保存できるチャンネル（ソフト）の総数は240個までとなっており、実際は24万ブロックすべては使い切れない。
その他、以下のソフト内で使用可能である。ただし、▲がついているソフトはSDメモリーカード（mini・micro含む）のみの対応で、SDHCメモリーカード（microSDHC含む）には対応していない。
- 写真チャンネル[注 15]
- デジカメプリントチャンネル[注 16]
- Wiiスピークチャンネル
- Wiiショッピングチャンネル
- エキサイトトラック ▲
- FOREVER BLUE ▲
- みんなのポケモン牧場 （プラチナ対応版含む）▲
- 大乱闘スマッシュブラザーズX ▲
- 街へいこうよ どうぶつの森 ▲
- 乱戦!ポケモンスクランブル
- FOREVER BLUE 海の呼び声

### 言語設定
Wiiでは本体の表示言語を北米発売版では、英語・フランス語・スペイン語に、欧州発売版では、英語・フランス語・イタリア語・スペイン語・ドイツ語・オランダ語に言語を変更することが可能。
言語表示表
| 北米発売版 | 欧州発売版 |
| ---------- | ---------- |
| English    | English    |
| Français   | Français   |
| -          | Italiano   |
| Español    | Español    |
| -          | Deutsch    |
| -          | Nederlands |

### USB端子
本体背面にUSB 2.0端子を2つ搭載(Wii Miniのみ1つ)。以下の周辺機器を使用することができる。ただし、使用するソフトがその周辺機器に対応している必要がある。Wiiリモコンの拡張コネクタを使用する周辺機器がほとんどであったため、大量に発売されることはなかった。
- Wii専用 LANアダプタ
- 市販のUSBキーボード - おもに文字入力で使用するものだが、バーチャルコンソールのMSX用ソフトでは操作も可能。
- Wiiスピーク
- カラオケJOYSOUND Wii 専用USBマイク（パッケージ版・Wiiウェア版兼用）
- カラオケJOYSOUND Wii DX 専用USBマイク
- テレしばいWii 専用USBマイク
- スカイランダーズ用のポータル

ゲーム内容などに直接作用するものではないが、以下のような周辺機器も発売されている。
- Wii USBイルミネーションスタンド
- eneloop USB充電専用 Wiiリモコン専用無接点充電セット

その他、公式ライセンスを受けたものではないが、本体の排熱効率を高める外部接続放熱ファンなど、純正品ではラインナップされていない種類の製品なども存在する。
上記の周辺機器を同時に3種類以上使用する場合はUSB端子が不足するため、市販のUSBハブが必要となる。Wii本体より電源を供給するバスパワー方式も使用できるが、使用する周辺機器によっては電力不足となる場合もあるため、任天堂ではACアダプタを使用して電源を供給するセルフパワー方式のUSBハブの使用を推奨している。

### Bluetooth
Bluetooth 2.0の無線モジュールを内蔵。WiiリモコンやバランスWiiボードとの通信に利用されている。モジュールは本体を分解することで交換できるが、Wii本体をBluetoothモジュールを抜いたまま起動することはできないため非推奨。

### 仕様
CPU・GPU・メインメモリ
CPUはIBM、GPUはATIとの共同開発。メインメモリは1T-SRAMを採用している。岩田は「ユーザーにとって、動作周波数の数字には意味がありませんから」と、詳しい性能を公表していないが、処理速度はXbox並といわれており、処理能力はニンテンドー ゲームキューブのMPU「Gekko」より2倍近く上げたという。
同世代の競合機種より性能の方向性を変え消費電力を重視したことにより、ゲームプレイ時の平均消費電力が17.8Wと大幅に低く抑えられている（2007年当時）。
岩田が出した条件「DVDケース2個分の大きさ」、「24時間通電させておいてもコンセントを抜かれないように、冷却ファンを極力回さない」をクリアする為に、高性能化を諦め、発熱の少ない、低消費電力のCPUを開発する事になった。
発売後も改良が続けられ、心臓部にあたるメインの半導体は、大きな変更を3回加えられており、その度に消費電力が下がっていった。
- プロセッサCPU：BroadwayシステムLSI：Hollywood
  - CPU：Broadway

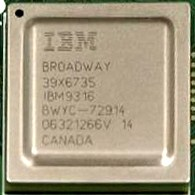
CPU：Broadway

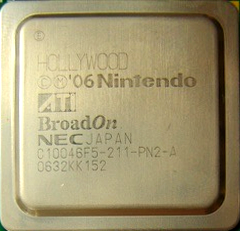
システムLSI：Hollywood

    - アーキテクチャ：PowerPC 750CLベース
    - クロック周波数:未公表
    - プロセス技術：90nm SOI CMOSプロセス
    - 共同設計：IBM

  - システムLSI：Hollywood
    - パソコンのチップセットの同じ役割をする「Vegas」と1T-SRAMチップ「Napa」よりなるデュアルチップ構造
    - GPU機能実装
    - 混載DRAM容量：3MB eDRAM
    - プロセス技術：90nm DRAM混載CMOSプロセス
    - 共同設計：ATIテクノロジーズ（現・AMD）
    - 製造：NECエレクトロニクス
    - 画面表示機能
      - 標準出力解像度：480i、480p（D1．D2相当）
      - 対応画面比：4:3、16:9（一部非対応）

  - 内蔵メインメモリ
    - アーキテクチャ：1T-SRAM
      - 容量：未公表 (24MB)
      - MoSys社製。1T-SRAMとは擬似SRAMの一種。1T-SRAMはニンテンドーゲームキューブにも搭載されている。
- 外部メインメモリ
  - アーキテクチャ GDDR3
    - 容量：未公表 (64MB)
      - なお、メインメモリ容量に関しては『天誅4』の開発スタッフによって「88MB」と明かされているが、任天堂公式の発表ではなく、これが内蔵メモリと外部メモリの合計値か、いずれかの固有値であるかも不明である[79]。
- 内蔵フラッシュメモリ
  - 容量：512MB
    - ゲームのセーブデータ・Wiiチャンネル・ダウンロードしたソフトなどを保存するための記憶領域。外部記憶装置の役割を果たす。
    - 一部のデータはSDメモリーカードにバックアップ可能となっている。
    - 内蔵フラッシュメモリのアプリケーション（ダウンロードしたゲームやWiiチャンネルなど）を高速起動できる。
    - サムスン社製
- ディスクドライブ
  - 対応メディア
    - Wii用12cm光ディスク（1層/2層ディスク）
      - 容量：4.7ギガバイト（1層）、8.51ギガバイト（2層）

    - ニンテンドーゲームキューブ用8cm光ディスク
      - 容量：1.5ギガバイト
      - 記録方式：CAV

  - スロットイン（セルフローディング）方式
  - 製造：パナソニック
- 通信機能
  - 無線LAN（Broadcom社製）
    - 対応規格
      - IEEE 802.11b/g準拠
      - 暗号化形式としてWEP・WPA (AES/TKIP)・WPA2 (AES) 対応
      - 任天堂独自プロトコル（ニンテンドーDSとの通信に利用される）

  - Bluetooth 2.0（EDRには非対応）（Broadcom社製）
  - 別売の「Wii専用 LANアダプタ」により有線LANで接続可能。規格は10BASE-Tのみ対応。
    - ただしPPPoE等に対応しないためADSL・FTTHのモデムを直接接続できず、別途ブロードバンドルータが必要になる場合が多い（利用する回線業者・プロバイダによって異なる）。

  - 対応サービス・機能
    - ニンテンドーWi-Fiコネクション
    - WiiConnect24
    - バーチャルコンソール
    - Wiiウェア
    - Wiiチャンネル
    - Wii伝言板

  - その他
    - Operaブラウザ
      - 本体内蔵。『Wiiショッピングチャンネル』の表示などに使用される。
      - 別売の『インターネットチャンネル』を無償でダウンロードすることでインターネットブラウザソフトとして利用可能になる（2007年6月から2009年8月までは有償で提供されていた）。
- 互換性のあるゲームソフトのプラットフォーム
  - ニンテンドーゲームキューブ
    - 別売りのゲームキューブ用コントローラを接続することで、ゲームキューブ用ソフトを遊ぶことが可能。
    - コントローラコネクタやメモリーカードスロットに接続するゲームキューブ用周辺機器（ロジクールのスピードフォース、マイクなど）もそのまま利用可能。
    - ゲームキューブ底面の拡張端子に接続する「ゲームボーイプレーヤー」「ゲームキューブ専用モデムアダプタ」「ゲームキューブ専用ブロードバンドアダプタ」は使用できない。
- バーチャルコンソールに提供されるタイトルのプラットフォーム
  - バーチャルコンソールに提供されているのは一部のタイトルのみだが、随時追加配信される。
    - ファミリーコンピュータ
    - スーパーファミコン
    - NINTENDO 64
    - メガドライブ（セガ）
    - PCエンジン（日本電気ホームエレクトロニクス/ハドソン）
    - ネオジオ（SNKプレイモア/D4エンタープライズ）
    - マスターシステム（セガ）
    - MSX（D4エンタープライズ）
    - アーケードゲーム
- インターフェース
  - USB2.0×2
  - SDメモリーカードスロット×1
  - ゲームキューブ用コントローラポート×4
  - ゲームキューブ用メモリーカードスロット×2
  - AVマルチ出力端子×1
    - 「AVマルチ」という名ではあるが、ソニーが推進した同名の「AVマルチ端子」とはまったく別物。
    - 新たなケーブルを採用。スーパーファミコン~ニンテンドー ゲームキューブに使用できたAVケーブル、ゲームキューブのD映像ケーブルは使えない。

  - センサーバー接続端子×1
- 本体寸法（突起部分を除く）
  - 幅：44mm
  - 高さ：157mm
  - 奥行：215.4mm
  - 本体質量：約1.2kg
- 本体専用スタンド寸法（突起部分を除く）
  - 幅：55.4mm
  - 高さ：42mm
  - 奥行き：225.6mm
  - 本体専用スタンド質量:約137g
- 製造
  - Hon-Hai社
- その他の機能
  - ペアレンタルコントロール（ユーザーの年齢に応じ、特定ソフトのプレイや追加コンテンツのダウンロード、Wiiポイントの使用などを制限する）
  - 似顔絵チャンネルなどの一部ソフト内では、ニンテンドーDSとの通信が可能。
  - 吸排気口を別々に設置し強制空冷ファンを追加（これはWii U、Nintendo Switchでも同様。）
  - 消費電力
    - ゲームプレイ時：45W（最大時）
    - スタンバイモード：5W程度
- 日本版の同梱物
  - Wii本体×1
  - Wiiリモコン×1（専用ストラップ付き）
  - Wiiリモコンジャケット×1（2007年10月中旬出荷分より）
  - ヌンチャク×1
  - 専用ACアダプタ×1
  - 専用AVケーブル×1
  - センサーバー×1
  - センサーバースタンド×1
  - センサーバー固定用両面テープ
  - 縦置き用スタンド×1
  - 本体専用スタンド補助プレート×1
  - 単三アルカリ乾電池×2
  - 専用クリーニングクロス×1（本体色「クロ」のみ同梱）
  - 説明書×3（※説明書のほかにWiiリモコンの使い方や遊ぶ際の注意点などを勧告するブックレットが多数付属する）
  - 修理依頼書×1
  - クラブニンテンドーシリアルナンバー×1

## 内蔵機能

### 互換性・連動

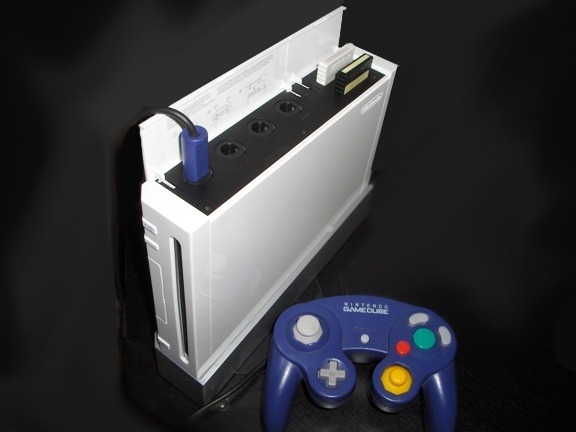
GC用コントローラとメモリーカードをWiiに接続した状態

#### ゲームキューブ専用ソフトのプレイ
ニンテンドーゲームキューブ(以下GC)と互換性を持っており、GCのすべてのソフトをプレイすることができる。ただし、インターネット対応ソフト『ファンタシースターオンライン エピソード1&2』『ファンタシースターオンライン エピソード1&2 Plus』『ファンタシースターオンライン エピソード3 カードレボリューション』『ホームランド』はオフラインモードでしか遊べない。非公認ソフトであるGC専用プロアクションリプレイは、ディスクを入れても読み込まれず、使用することはできない。コントローラは引き続きニンテンドー ゲームキューブ コントローラであった。
また、日本国外で発売されている廉価モデル『Wii Family Edition』や『Wii Mini』では、GC用コントローラ端子とメモリーカードスロットが廃され、GCソフトとの互換性はなくなっている。
GCのソフトを遊ぶ際は、別売のGC専用コントローラを用いなければならず、ヌンチャク・クラシックコントローラなどのWii専用コントローラは使用できない。GCのソフトのセーブデータは、GC専用メモリーカードのみに保存が可能で、Wii本体内蔵フラッシュメモリやSDメモリーカードは利用できない。ゲームボーイプレーヤーは利用できないため、ゲームボーイ、ゲームボーイカラー、ゲームボーイアドバンスのソフトはプレイできない。なお、これまでのファミリーコンピュータ（以下FC）、スーパーファミコン（以下SFC）、NINTENDO 64（以下N64）タイトルとの互換機能はない。FC・SFC・N64タイトルの一部については、バーチャルコンソールで遊ぶことができる。
|               | GC Panasonic Q | Wii | Wii Family Edition | Wii Mini | Wii U |
| ------------- | -------------- | --- | ------------------ | -------- | ----- |
| GC用ソフト    | ◯              | △   | ×                  | ×        | ×     |
| Wii用ソフト   | ×              | ○   | △                  | △        | △     |
| Wiiウェア     | ×              | ○   | ○                  | ×        | △     |
| Wii U用ソフト | ×              | ×   | ×                  | ×        | ○     |

Panasonic Q以外は任天堂製品。

#### ゲームキューブ用周辺機器との連動
GCのコントローラコネクタとメモリーカードスロットに接続する周辺機器は、Wiiでも使用することができる。ただし、ゲームボーイプレーヤーやブロードバンドアダプタなど、GC本体下部に取りつける周辺機器は使用できない。ニンテンドー ゲームキューブ#周辺機器も参照。
GC専用コントローラはGCのソフトだけでなく、すべてのバーチャルコンソール用ソフト、および一部のWii専用ソフトでも使用できる。ただし、バーチャルコンソールのソフトの場合は、振動機能には対応していない。
Wii専用ソフトとそのソフトの前作（ゲームキューブ専用ソフト）のセーブデータが入ったGC専用メモリーカードの連動に対応したゲームソフトもある。『ファイアーエムブレム 暁の女神』がその例である。
なお、後継機であるWii Uや日本国外で発売されている廉価モデルでは、GC用端子が廃されているため、Wii用ソフトをプレイする時であってもGC用端子に接続するコントローラは使用できない。

#### ニンテンドーDSとの連動
ニンテンドーDS・ニンテンドーDS Lite・ニンテンドーDSi・ニンテンドーDSi LL（以下まとめてDSと表記）やニンテンドー3DSとピア・ツー・ピア（任天堂独自プロトコル）で無線通信することができ、対応ソフトによってはさまざまな連動が可能となる。
連動の内容と2009年9月現在の対応ソフトは次の通りである。
- Wii用ソフトとDS用ソフトとのデータの連動（左側がWii用ソフト、右側の【】内が対応するDS用ソフト）
  - ポケモンバトルレボリューション【ポケットモンスター ダイヤモンド・パール・プラチナ・ハートゴールド・ソウルシルバー】
  - みんなのポケモン牧場【ポケットモンスター ダイヤモンド・パール・プラチナ[注 19]】
  - 不思議のダンジョン 風来のシレン3 からくり屋敷の眠り姫【不思議のダンジョン 風来のシレンDS2 砂漠の魔城】
  - 大合奏!バンドブラザーズDX専用 スピーカーチャンネル【大合奏!バンドブラザーズDX】
  - 似顔絵チャンネル【歩いてわかる 生活リズムDS・トモダチコレクション】[注 20]（作成したMiiを送信する）
  - 街へいこうよ どうぶつの森おひっこしツール【おいでよ どうぶつの森】
  - 悪魔城ドラキュラ ジャッジメント【悪魔城ドラキュラ 奪われた刻印】
  - 遊☆戯☆王5D's Wheelie Breakers【遊☆戯☆王5D's STARDUST ACCELERATOR -WORLD CHAMPIONSHIP 2009-】
  - あそぶメイドイン俺【メイドイン俺】
  - 麻雀格闘倶楽部Wii Wi-Fi対応【麻雀格闘倶楽部DS Wi-Fi対応】
  - Wiiの間【どこでも Wiiの間】（2012年4月30日終了）
- DS本体を「タッチスクリーンつきのコントローラ」として利用する
  - ポケモンバトルレボリューション
  - SIMPLE Wiiシリーズ Vol.3 遊んで覚える THE パーティー・カジノ
  - 財団法人日本漢字能力検定協会公式ソフト 250万人の漢検Wiiでとことん漢字脳
  - SIMPLE 2000シリーズWii Vol.1 THEテーブルゲーム 麻雀・囲碁・将棋・カード・花札・リバーシ・五目ならべ
  - @SIMPLEシリーズ Vol.3 THE 麻雀
  - □いアタマを○くする。完全制覇 Wii
  - 麻雀格闘倶楽部Wii Wi-Fi対応
  - □いアタマを○くする。毎日みんなでチャレンジ編
  - ポケモン不思議のダンジョン 冒険団シリーズ
- DS本体にゲームソフトなどを送信して遊ぶ
  - みんなのニンテンドーチャンネル（DS用ソフトの体験版や追加データをDSに送信）
  - カタチのゲーム まるぼうしかく（ゲーム内容をDSに送信し、ゲームをDS単体で遊べるようにする）
  - テイルズオブグレイセス（「かめにんマーチャント!」をDSにダウンロードして遊ぶことができる。進行状況などのセーブデータは本編に送信することで保存できる）

### Wiiメニュー
Wiiを起動すると、正常に起動できた場合は「安全に使用するために」の画面が表示された後、Aボタンを押すことでWiiメニューが表示される。ここからさまざまなソフトや機能を起動する。「安全に使用するために」はゲームキューブとゲームボーイアドバンスの後期ソフトのソフト起動直後の画面、DSの起動画面に表示されるものと内容はほぼ同じ。「安全に使用するために」の表示は1分ほどで解除される。その間にWiiリモコンを接続すれば、Aボタン以外を押してコントローラーを接続しても「安全に使用するために」の表示が消える。
Wiiチャンネル

Wiiメニューには縦3×横4の枠が表示され、Wii本体内蔵メモリに保存されているソフトがその枠に表示される。このソフトのことをWiiではWiiチャンネルもしくはチャンネルと呼ぶ。Wiiチャンネルは『Wiiショッピングチャンネル』を利用することで、さまざまなものを追加することが可能である。Wiiメニューには縦3×横4のチャンネル枠が並ぶページが4ページまであり、合計48個までチャンネルを保存することができる。
SDカードメニュー
Wiiのダウンロードゲームの容量が、現在の基準で比較しても非常に少ないことを利用した、本体内蔵メモリを一時的に利用してSDメモリーカード内に保存されているチャンネル（ソフト）を間接的に起動するメニュー。2009年3月26日に開始された本体アップデート（Ver.4.0）によって追加された。この機能はWii UのWiiメニューでも可能。
Wiiメニューの左下に表示されている「SDメモリーカードのアイコン」を選択するとSDカードメニューの画面に切り替わる。SDカードメニューは、Wiiメニューと同様に縦3×横4のチャンネル枠が表示されており、ソフトの起動もWiiメニューと同様の操作で実行することができる。SDカードメニュー内にはチャンネル枠が1ページにつき12個、全20ページあるため計240個のソフトを保存することが可能で、Wiiメニューと同様にソフトの配置換えも可能となっている。
SDカードメニューを利用する際は以下の点に注意する必要がある。
- 仕様上、SDメモリーカード内のソフトを本機能を利用して起動する際は、本体内蔵メモリに「起動するソフトのサイズ分の空き容量」が必要となる。
- SDカードメニューを使ってチャンネル（ソフト）を起動した場合でも、セーブデータは本体内蔵メモリに保存されているもののみ読み込むことができて、SDメモリーカード内のセーブデータは読み込むことができない。セーブデータは事前に本体内蔵メモリにコピー・移動しておく必要がある。
- SDメモリーカード内に保存したチャンネル（ソフト）がWiiConnect24に対応していて、スタンバイモード時にも働く機能を持っていたとしても、その機能は無効になる（情報は更新されない）。

Wii伝言板

Wiiメニュー右下の「手紙アイコン」を選択するとWii伝言板の画面になる。Wii伝言板は、ゲーム内の成績やユーザー作成のテキストメッセージ等を記録する機能である。WiiConnect24を利用すれば、他のWiiやパソコン・携帯電話と電子メールの送受信を行うこともできたが、2013年ごろにオンラインサービスが終了したため、現在は「ゲームのプレイした履歴の閲覧」、「一部ソフトから送信されるメールの閲覧」、「本体の伝言板にメッセージを残す」が主に可能である。

### インターネット接続
Wiiでは、インターネットに接続することで、以下の機能やサービスを利用することができる。インターネットはWPA2規格も接続可能。
ニンテンドーWi-Fiコネクション

世界中の人とインターネットを通じて対戦やコミュニケーションを楽しむことなどを行うことができるネットワークサービスである。
2014年5月20日23:00をもって、無料サービス（Wi-Fiコネクションのマークが青のソフト）の提供が終了した。ただし、終了後も一部のソフトおよび有料サービス（Wi-Fiコネクションのマークが赤のソフト）については引き続き利用可能。
WiiConnect24

任天堂から配信されるデータを自動受信したり、ほかのWiiとさまざまなデータのやり取りをしたりするネットワークサービスである。
バーチャルコンソール

かつて販売されていた家庭用テレビゲーム機用の（一部の）ゲームソフトをインターネットを利用して購入・ダウンロードするサービスである。
Wiiウェア

店頭で販売されていないWii用新作ソフトをインターネットを利用して購入・ダウンロードするサービスである。2008年3月25日にサービスが開始された。
本体アップデート

Wii本体のシステムソフトウエア（ファームウエア）や内蔵ソフトウエアはインターネットやWii専用ゲームディスクを利用してアップデート（更新）することができる。アップデートをすることで機能が追加されたり、不具合が改善されたりする。
ペアレンタルコントロール
ユーザーの年齢に応じて、特定のソフトのプレイ、バーチャルコンソール・Wiiウェア用ソフトのダウンロード、Wiiポイントの使用、一部のWiiチャンネルの利用などを制限する機能「ペアレンタルコントロール」を搭載している。Wiiのディスクソフトに関しては各国のレイティング審査団体（CERO、ESRB、PEGIなど）が制定する対象年齢に準じた設定が可能であり、日本ではCEROの区分に対応している。一部の項目はWii本体をアップデートしないと利用できない。

#### 接続方法
Wiiをインターネットに接続する方法は以下の3種類あり、各家庭の状況によって適切な接続方法を選択する。
無線LANで接続する方法
Wii本体内蔵のIEEE 802.11b/gの無線LAN機能を利用して市販の「無線LANルーター」や「無線LANアクセスポイント」と無線接続する。無線LAN自動設定技術「AOSS」（バッファロー）、「らくらく無線スタート」（NECアクセステクニカ）にも対応している。
任天堂公式サイトに動作確認済み無線LANルーター・無線アクセスポイントが掲載されている。
2008年9月18日に任天堂純正の無線LANルーター「ニンテンドーWi-Fiネットワークアダプタ」が発売された。
有線LANで接続する方法
別売の「Wii専用 LANアダプタ」とLANケーブルを使う。PPPoEに対応しないため、ブロードバンドルーターが必須。ただし非対応のブロードバンドルーターも存在する。
任天堂公式サイトに動作確認済み有線LANルーターが掲載されている。
「ニンテンドー Wi-Fi USBコネクタ」を利用する方法
インターネットに接続しているWindows XP・Windows Vista搭載のパソコンに別売の「ニンテンドー Wi-Fi USBコネクタ」を接続してWiiと無線接続する。ただしこの方法の場合、インターネット機能利用時は常にパソコンの電源を入れておく必要があるため、インターネット機能のひとつ「WiiConnect24」の特徴である「24時間常時接続」に適していない。上記以外のOS（Windows 7など）には対応していない。仮にWindows 11で後方互換モードを使用してもOSのバージョンを検知してWindows側のプログラムが接続をリジェクトする。
Wii本体には有線LANポートは搭載されていないが、これはポインティングデバイスの機能を持つコントローラの性質上、テレビの近くに本体を置いてもらわなくてはならないが、テレビのまわりをごちゃごちゃさせたくない、また、当時はインターネットが家にあっても、ほとんどの場合パソコンのみに接続されていて、テレビゲームを遊ぶ子供部屋などにはEthernetなどの線は来ていないのが一般的だった事から、Wiiをインターネットに接続する際には、無線LANを使うことを想定して開発された。

#### 接続率向上のための施策
2007年11月現在の日本国内におけるWiiのインターネット接続率は約40%であるが、まだ接続率向上の余地があるとして任天堂は以下の施策を行っている。
NTT東西との協業
2007年11月29日より、NTT東日本・NTT西日本との協業がスタート。Wiiとフレッツ光の接続に関する相談窓口、『Wii×フレッツ接続サポートセンター』が開設され、回線工事や機器の設定のパック提供、『簡単!便利!Wii接続おまかせパック』が発売。フレッツ光のテレビコマーシャルにWiiが登場し始めた。これはWiiのネット接続率を改善したい任天堂と、フレッツの利用促進をしたいNTTの思惑が一致したことによるものである。詳細は次のリンクを参照（NTT東日本・NTT西日本）。
インターネット機能紹介動画をWiiに内蔵
Wiiをインターネットに接続すると何ができるのかを紹介した動画『Wii インターネットにつなぐと、できること』をWiiチャンネルとして内蔵。2008年秋以降に出荷されているWii本体に内蔵されている。
手助けポイントキャンペーン
2009年3月26日より『Wiiネット接続できる人ができない人を手助けして500Wiiポイントを両方がもらえるキャンペーン（略称：手助けポイントキャンペーン）』が始まった。これはキャンペーン名の通り、インターネットの接続方法や関連機器の設定方法に関して詳しい利用者が、インターネット接続についてよく分らない利用者を手助けして、Wiiをインターネットに接続できる状態にし、指定の手続きを踏むことで両者にそれぞれ500Wiiポイントが付与されるキャンペーンである。
さらに、手助けした台数が10台を超えるとバーチャルコンソールのファミリーコンピュータのソフトのうち任天堂が発売元となっているソフトがダウンロードし放題になり、最大登録可能台数である20台になるとバーチャルコンソールのファミリーコンピュータ・スーパーファミコン・NINTENDO 64のすべてのソフトがダウンロードし放題になる特典も用意されている（こちらは2009年10月21日に開始された）。2009年8月25日時点で、10 - 19台のインターネット接続手助け達成者は46名、20台の手助け達成者は5名となっている。
2012年11月30日をもって終了した。手助け達成者はキャンペーン終了後も引き続き特典を利用することができる。
詳しいキャンペーン内容や手順については公式サイトを参照。

## 本体
2006年12月2日に発売された際の最初のカラーは白だった。型番はRVL-001。発売当初の価格は2万5000円、2009年10月1日からは2万円。2010年11月11日より、WiiリモコンがWiiリモコンプラスに変更されている。

### カラーバリエーション
日本におけるWii本体のカラーバリエーションは次の通り。以下の価格はすべてメーカー希望小売価格（税込表記）である。
黒
2009年8月1日に発売されたカラー。発売当初の価格は2万5000円、2009年10月1日からは2万円。カラー以外の仕様はすべて「シロ」と同じ。埃や指紋などの汚れが付着すると目立つ色であるため、「専用クリーニングクロス」が付属する。
戦国無双3仕様
2009年12月3日発売。本体の色は黒で、戦国無双3プレミアムＢＯＸを含めたモデル。
スーパーマリオ25周年仕様
2010年11月11日発売。「スーパーマリオブラザーズ」発売25周年を記念して販売されたモデルで、同作品の25周年仕様のソフト『25th Anniversary SUPER MARIO BROS.』(スーパーマリオブラザーズ25周年バージョン)がインストールされている。価格は2万円。本体の色は赤。カラー以外の仕様はすべて「クロ」と同じ。数量限定販売
なお2005年に「レボリューション」の名で初めて発表されたときは、基本色が黒で、そのほかにも白・銀色・緑・赤といったカラーバリエーションが公表されていた。

### 廉価モデル
日本国外では2011年以降、一部機能を廃止した廉価モデルが発売されている。いずれも日本未発売である。

Wii Family Edition（白）

Wii Family Edition

2011年10月にヨーロッパで発売。型番はRVL-101。ゲームキューブの互換性を廃止したため、ゲームキューブ端子が搭載されていた箇所の目隠し蓋が嵌め殺しに変更されて開かなくなった。本体サイズはWiiと同一だが、縦置きスタンドは付属しない。印字は横置きしたときに自然に読めるように変更されている。カラーは白、黒、水色。

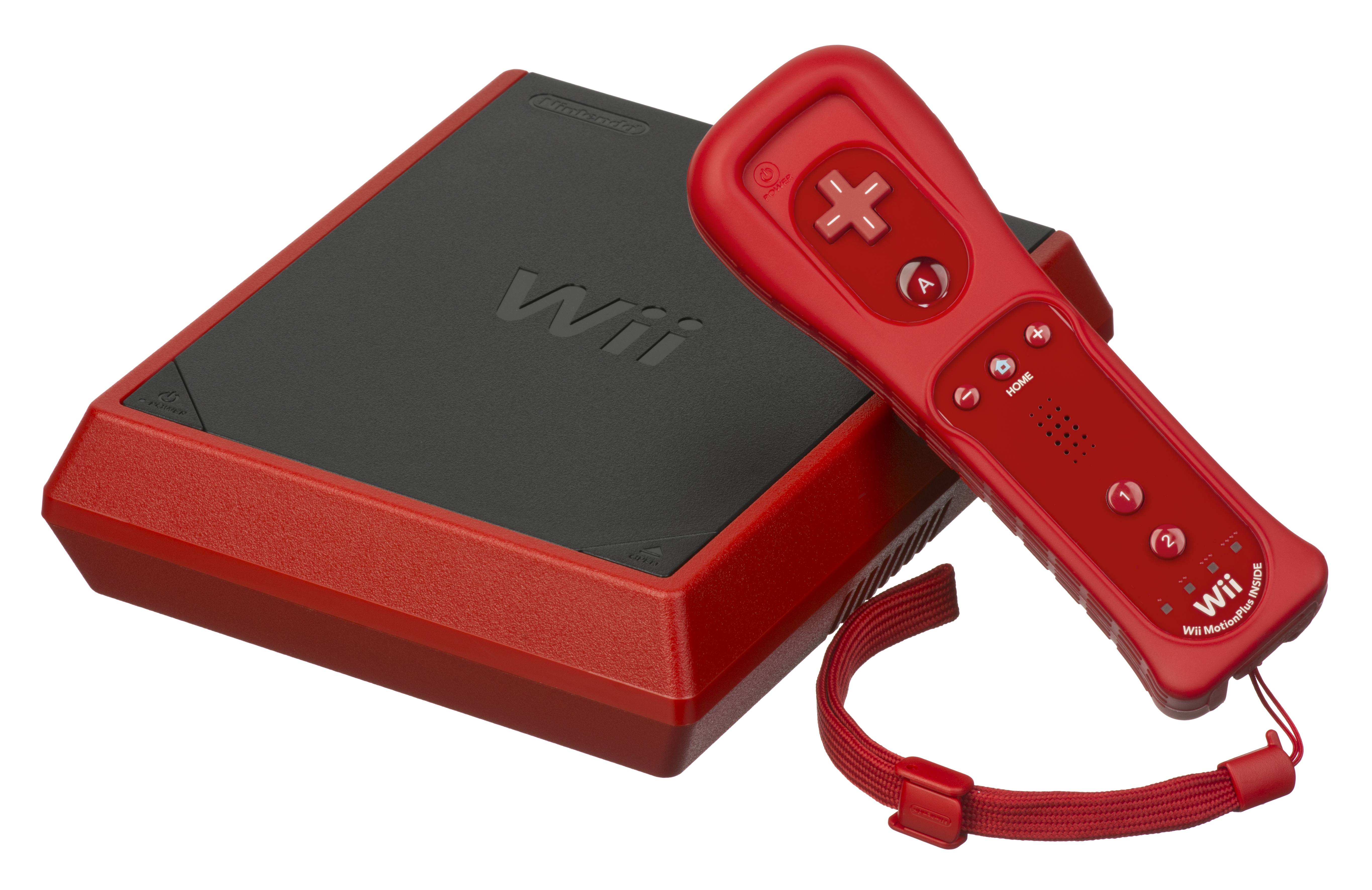
Wii Mini（赤）

Wii Mini

2012年12月7日にカナダで発売。型番はRVL-201。本体がさらにコンパクト化されている。ゲームキューブとの互換性廃止に加えてすべての通信機能もカットされており、DSとの通信および無線LAN、およびWii用LANアダプタを使用した有線でのインターネット接続にすべて非対応。さらにSDカードスロット、リセットボタンも削除された。2013年3月22日にはヨーロッパでも発売された。カラーは赤。

### 次世代機

#### Wii U

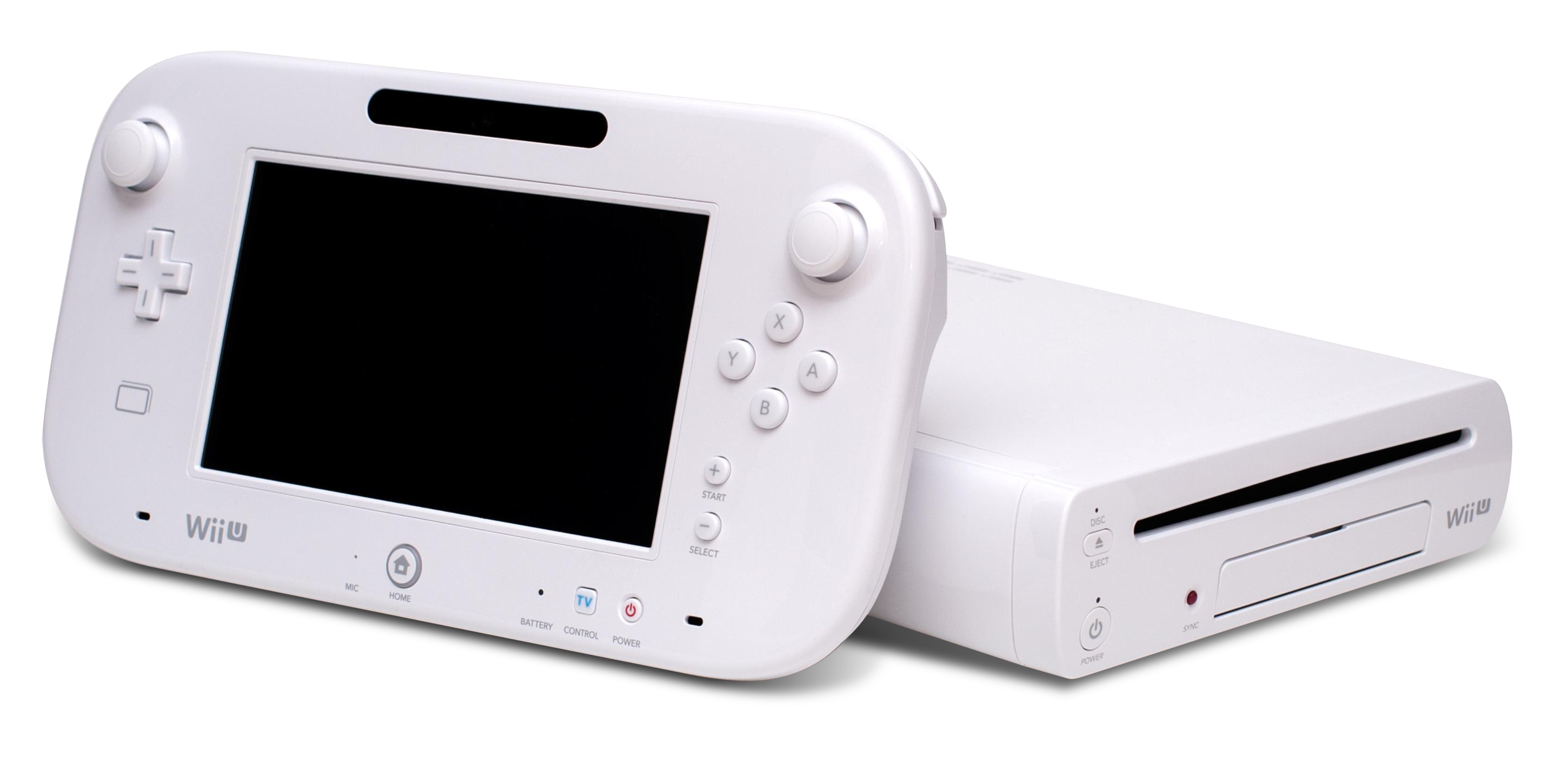
Wii U本体とWii U Gamepad（白）

任天堂が2012年に発売した家庭用ゲーム機Wii U（WUP-001）はWiiとの互換性がある。Wii用の周辺機器が必要となるが、Wii用ソフトを使用することができる。専用のWiiチャンネルをWiiショッピングチャンネルからダウンロードすればデータ移行が可能。(2025年6月現在も配信中)

## 周辺機器

### 任天堂製品
発売日について特記のないものは本体と同時発売。記述されている価格はすべて日本におけるメーカー希望小売価格（税込表記）である。
Wii Uで使用することも可能で、一部の非対応品を除きほとんどが対応している。
| 型番         | 名称                                                      | 備考 | 発売日         |
| ------------ | --------------------------------------------------------- | --- | -------------- |
| RVL-002      | ACアダプタ                                                | Wii本体に電源供給するためのACアダプタ。本体に1つ同梱。のちに何度か外見・製造会社の変更も一部行われながら販売された。単体販売もあり（価格は3000円）。 |                |
| RVL-003      | Wiiリモコン                                               | Wiiの標準コントローラ。単三乾電池が2本必要。2010年11月10日までは本体に1つ同梱。単体販売もあり（価格は3800円）。 |                |
| RVL-004      | ヌンチャク                                                | アナログスティック・モーションセンサー・2つのボタン搭載の拡張コントローラ。Wiiリモコンへ有線接続して使用する。本体に1つ同梱。単体販売もあり（価格は1800円）。これはWii U発売後も形状が変更されず販売が続いた。 |                |
| RVL-005      | クラシックコントローラ                                    | 従来のゲーム機用コントローラの形状に近い、両手持ちの拡張コントローラ。Wiiリモコンへ有線接続して使用する。別売販売（価格は1800円）。 |                |
| RVL-005(-01) | スーパーファミコン クラシックコントローラ                 | 2007年度クラブニンテンドー プラチナ会員のうち、希望者へプレゼントされたコントローラー。スーパーファミコン用コントローラの形状を再現している。Wiiリモコンへ有線接続して使用するが、ほかの周辺機器と異なりコードの色が黒となっている。 | 非売品         |
| RVL-005(-02) | クラシックコントローラ PRO                                | 前述のクラシックコントローラの改良版。Wiiリモコンに有線接続して使う。別売り販売（価格は2000円）。 | 2009年8月1日   |
| RVL-006      | Wii専用12cmディスク                                       | ゲームが収録されている光ディスク。 |                |
| RVL-007      | Wii専用ディスクケース                                     | 2010年頃からディスクケースの色をわけている。CERO A、Bはケースの色は白、CERO C、D、Zのケースの色は黒となっている。ソフトに附属。 |                |
| RVL-009      | AVケーブル                                                | 音声・映像を出力するためのケーブル。黄・白・赤のピンがついている一般的なステレオコンポジット式のケーブル。本体に1つ同梱。単体販売もあり（価格は1000円）。 |                |
| RVL-010      | S端子ケーブル                                             | 音声・映像を出力するためのケーブル。S端子つきのテレビで利用できる。別売り販売（価格は2500円）。 |                |
| RVL-011      | コンポーネントAVケーブル                                  | 音声・映像を出力するためのケーブル。コンポーネント入力端子付のテレビで利用できる。プログレッシブでの出力に対応している。別売り販売（価格は2500円）。 |                |
| RVL-012      | D端子AVケーブル                                           | 音声・映像を出力するためのケーブル。D端子つきのテレビで利用できる。プログレッシブの出力に対応している。別売り販売（価格は2500円）。 |                |
| RVL-013      | RGB SCARTケーブル                                         | ヨーロッパのSCART端子 (EuroConector) に接続するためのケーブル。 | 日本未発売     |
| RVL-014      | センサーバー                                              | Wiiリモコンのポインター機能を利用するために必要な周辺機器。本体に1つ同梱。任天堂オンライン販売で単体販売もされている（価格は送料込みで2235円）が、2012年12月8日に次世代機であるWii Uの発売に合わせ、Wiiを持っていないユーザーのために（中古品を除いて）店頭でも販売をされる。 |                |
| RVL-015      | LANアダプタ                                               | 有線LANでインターネット環境に接続するためのアダプタ。本体背面のUSB端子に接続して利用する。別売り販売（価格は2800円）。Wii U、Nintendo Switchでも有線でのネットワーク接続に使用可能。 | 2006年12月30日 |
| RVL-016      | センサーバースタンド                                      | センサーバーのスタンド。本体セット・別売りのセンサーバーに同梱。任天堂ホームページで単体販売されている。 |                |
| RVL-017      | 本体専用スタンド                                          | Wii本体を縦置きする際に使用するスタンド。デザインと排熱の便を兼ねて本体が上向きに傾斜する。本体に1つ同梱。単体販売はされていない。スタンドの底面のパーツは灰色と黒色の二種類が存在する。 |                |
| RVL-018      | ストラップ                                                | Wiiリモコンに取りつける、落下防止のストラップ。Wiiリモコンに1つ附属。発売後すぐに、後述のストラップ（改良版）が出荷されている。 |                |
| RVL-018A     | ストラップ（改良版）                                      | 2007年10月中旬より各Wiiリモコンジャケット同梱版のWiiリモコンに1つ附属（色はグレー）。改良点としてストラップ留め具が挟み込み式になっている。2008年9月より単体販売もされている（色はホワイト・ブルー・グリーン・ピンクの4色、価格は単色が300円で4色セットが1000円）。 | 2008年9月      |
| RVL-019      | スタンド補助プレート                                      | 本体の横転防止用の透明な円形プレート。スタンドの底部に装着する。本体に1つ同梱。オンライン販売で単体販売されている。 |                |
| RVL-020      | SDメモリーカード 512MB                                    | 市販されているSDメモリーカードと機能は同じである。別売り販売。発売当初の価格は3800円だったが、2009年3月にオープン価格へ改定された（実売価格2000円前後）。 |                |
| RVL-021      | バランスWiiボード                                         | 4つのストレインゲージ式フォースセンサーが内蔵されている板状のコントローラ。『Wii Fit』および『Wii Fit Plus（バランスWiiボード同梱版）』に1つ同梱されている。単三乾電池が4本必要。2013年10月31日よりオンライン限定で単体販売。 | 2007年12月10日 |
| RVL-022      | Wiiリモコンジャケット                                     | Wiiリモコンに取り付けるシリコンゴム製保護カバー。2007年10月中旬出荷分以降のWii本体セット・別売りのWiiリモコン・はじめてのWiiパックに附属。それ以前にWiiを購入したユーザーも別途申し込むことで無償で手に入れられる（詳細はWiiリモコンジャケットの無償提供を参照）。 | 2007年10月     |
| RVL-023      | Wiiザッパー                                               | 銃を模したWiiリモコン用アタッチメント。Wiiリモコンとヌンチャクを取りつけて使用する。一部の対応ソフトに1つ同梱されているほか、店頭（価格は1500円）や任天堂オンライン販売（価格は送料込みで1950円）で単体販売されている。 | 2007年10月25日 |
| RVL-024      | Wiiハンドル                                               | ハンドル型のWiiリモコン用アタッチメント。Wiiリモコンを取りつけて使用する。『マリオカートWii』に1つ同梱されているほか、単体販売もされている（価格は1200円）。 | 2008年4月10日  |
| RVL-025      | Foot Extensions                                           | 日本国外版『Wii Fit』同梱の継ぎ足。日本では未発売だが、中古のWiiボードからプラスドライバーで足パーツを交換することは可能。 | 日本未発売     |
| RVL-026      | Wiiモーションプラス                                       | Wiiリモコンの動きをより正確に検出する周辺機器。Wiiリモコンの外部拡張コネクタに接続して使用する。『Wii Sports Resort』に1つ同梱されているほか、単体販売もされている（価格は1500円）。 | 2009年6月25日  |
| RVL-027      | Wiiリモコンロングジャケット                               | WiiリモコンとWiiモーションプラスを保護するシリコンゴム製カバー。Wiiモーションプラスと一体になっている。 | 2009年6月25日  |
| RVL-029      | Wiiスピーク                                               | マイク機能を持った周辺機器（サービスはすでに終了）。『街へいこうよ どうぶつの森 Wiiスピーク付き』に1つ同梱されているほか、単体販売もされている（価格は3500円）。 | 2008年12月4日  |
| RVL-030      | レンズクリーナー                                          | Wii本体ディスクドライブ内のレンズの汚れを取り除くクリーニングディスク。別売販売（価格は800円）。 | 2008年10月     |
| RVL-031      | レンズクリーナー専用クリーニング液                        | Wii専用レンズクリーナーで使用するクリーニング液。Wii専用レンズクリーナーに附属。 | 2008年10月     |
| RVL-032      | レンズクリーナー専用クリーニングシート（交換用）          | Wii専用レンズクリーナーの交換用のシート。Wii専用レンズクリーナーに附属。 | 2008年10月     |
|              | Wii専用レンズクリーナーセット                             | レンズクリーナー・クリーニング液・クリーニングシートのセット。2008年10月中旬発売。 | 2008年10月     |
| RVL-033      | SDメモリーカード 2GB                                      | 市販されているSDメモリーカードと機能は同じである。別売り販売（価格はオープン価格）。 | 2009年3月      |
| RVL-034      | Wii専用クリーニングクロス                                 | Wii本体（クロ）のみに附属。 |                |
| RVL-035      | Wii USBメモリー                                           | 一部ゲームのゲーム内データ保存に必要な記録媒体。容量は16GB。任天堂オンライン販売。別売り販売（価格は3150円）。 | 2012年8月2日   |
| RVL-036      | Wiiリモコンプラス                                         | Wiiモーションプラスの機能を内蔵したWiiリモコン。2010年11月11日より本体に1つ同梱。単三乾電池2本が必要。（価格は3800円）。 | 2010年11月11日 |
| RVL-037      | SD HCメモリーカード 8GB                                   | 市販されているSDHCメモリーカードと機能は同じである。 | 2011年12月     |
| RVL-038      | SD HCメモリーカード 16GB                                  | 市販されているSDHCメモリーカードと機能は同じである。 | 2011年12月     |
| RVL-039      | Wiiリモコンバッテリーパック                               | Wiiリモコンを充電式で使用するためのバッテリーパック。 | 2013年7月13日  |
| RVL-040      | Wiiリモコン急速充電台                                     | バッテリーパックを装着したWiiリモコンを充電する台。電源にはDSi/3DS/New 3DS用のACアダプタ (WAP-002) を用いる。 ただし、この周辺機器が発売されたのはWii Uのローンチ後である。 | 2013年7月13日  |
| RVL-041      | バッテリーパック用Wiiリモコンジャケット                   | バッテリーパックを装着したWiiリモコンに取りつけるジャケット、充電端子部分に穴が空いている。 | 2013年7月13日  |
|              | Wiiリモコン急速充電セット                                 | Wiiリモコンバッテリーパック、Wiiリモコン急速充電台、バッテリーパック用Wiiリモコンジャケット、ストラップ（改良版）、ニンテンドー3DS用ACアダプタが入ったセット。 | 2013年7月13日  |
| CLV-002      | ニンテンドークラシックミニ NESコントローラ                | 海外版ファミコンのコントローラ。クラシックコントローラとして扱える。 | 日本未発売。   |
| CLV-202      | ニンテンドークラシックミニ スーパーファミコンコントローラ | スーパーファミコンのコントローラ。クラシックコントローラとして扱える。 | 2017年10月5日  |
| DOL-003      | ゲームキューブコントローラ                                | ゲームキューブコントローラ。ゲームキューブ共用。 | 2001年9月14日  |
| DOL-003(-01) | ゲームキューブコントローラ ホワイト                       | 新色のゲームキューブ (GC) 用コントローラ。Wiiでの使用に考慮され、カラーがWii本体色と同じホワイトに、ケーブルの長さが1.8メートルから3メートルに変更されている。価格は2000円で他色のGC用コントローラより500円安くなっている（ホワイト以外のカラーについては従来どおり2500円のままだが、この時点ではすでにほかのカラーは出荷が終了している）。Wii U発売後は自然に発売が終了した。その代わり、大乱闘スマッシュブラザーズ for Wii Uの発売以降は新カラーのゲームキューブコントローラーが流通するようになった。 | 2008年4月      |
| DOL-004      | ワイヤレスコントローラ ウェーブバード                     | アルカリ単三電池2本で約100時間使えるワイヤレスのコントローラ。振動機能は非搭載。ゲームボーイアドバンス用バッテリーパック (AGB-003) も使える。 | 2002年12月5日  |
| DOL-005      | ワイヤレスレシーバー                                      | ウェーブバードの受信機。ほかの機器と干渉しないように16のチャンネルが用意されている。通信可能距離は約6メートル。電波干渉による通信障害が起こった場合はチャンネル設定を1、2、13、14、15、16のどれかに優先して変更するようにWii本体の取扱説明書に記載されている。 | 2002年12月5日  |
| DOL-008      | メモリーカード59                                          | ゲームキューブのデータ保存用のメモリーカード。色はライトグレー。1ブロック64kbit・59ブロックで、計4Mbit (512KB) の容量を持つ。 | 2001年9月14日  |
| DOL-014      | メモリーカード251                                         | ゲームキューブのデータ保存用のメモリーカード。色はブラック。1ブロック64kbit・251ブロックで、計16Mbit (2MB) の容量を持つ。メモリーカード59 (DOL-008) よりも容量が大きいが、使用の際はいくつかの制限がある。『ポケモンボックス ルビー&サファイア』のみ非対応。 | 2002年7月19日  |
| DOL-020      | メモリーカード1019                                        | ゲームキューブのデータ保存用のメモリーカード。色はホワイトで、1ブロック64kbit・1019ブロック。計64Mbit（8MB）の容量を持つ。メモリーカード59 (DOL-008) よりも更に容量が大きいが、メモリーカード251（DOL-014）よりも制限が多くなり、ソフトによっては不具合が出る。 | 日本未発売     |
| DOL-024      | マットコントローラ                                        | 『Dance Dance Revolutionシリーズ』用のダンシングマット型コントローラ。 | 2005年7月14日  |

このほかに一部のニンテンドーゲームキューブ用周辺機器も使用可能。

### ライセンス製品
ホリ ファイティングスティックWii （HWI-18）
Wiiリモコンの端子に接続して使う。
ホリ クラシックコントローラ （HWI-21）
Wiiリモコンの端子に接続して使う。
タイトー 電車でGO!新幹線専用コントローラ（TCPS-10185）
Wiiリモコンの端子に接続して使う。
バンダイナムコ 太鼓とバチ （RVL-A-TC）
Wiiリモコンの端子に接続して使う。
バンダイナムコ さおコン
ファミリーフィッシングに同梱されるアタッチメント
バンダイナムコ ファミリートレーナー専用マットコントローラ（RVL-R-RFAJ）
ゲームキューブ用の端子に接続して使う。
コナミ Dance Dance Revolutionシリーズ用マットコントローラ（RU054）
ゲームキューブ用の端子に接続して使う。
ハドソン カラオケJOYSOUND Wii専用USBマイクDX（RVL-A-UM2）
USB端子に接続して使う。
ロジクール ワイヤレス Wiiキーボード（NTKB-10000）
USB端子に無線アダプタを接続して使う。
アクティビジョン ギターヒーロー3専用レスポールコントローラ（RVL-P-RGHJ）
Wiiリモコンを取り付けて使用する。
三洋電機 Wiiリモコン専用無接点充電セット（N-WR01S）（N-WR03S）
三洋電機 Wiiリモコン専用無接点充電用充電式電池パック（NC-WR01BA）
いずれもeneloopのWiiリモコン充電専用製品。Wiiリモコンに専用充電式電池パックをいれて充電式にする。1台用がN-WR01S、2台用がN-WR03S。

## ソフトウェア

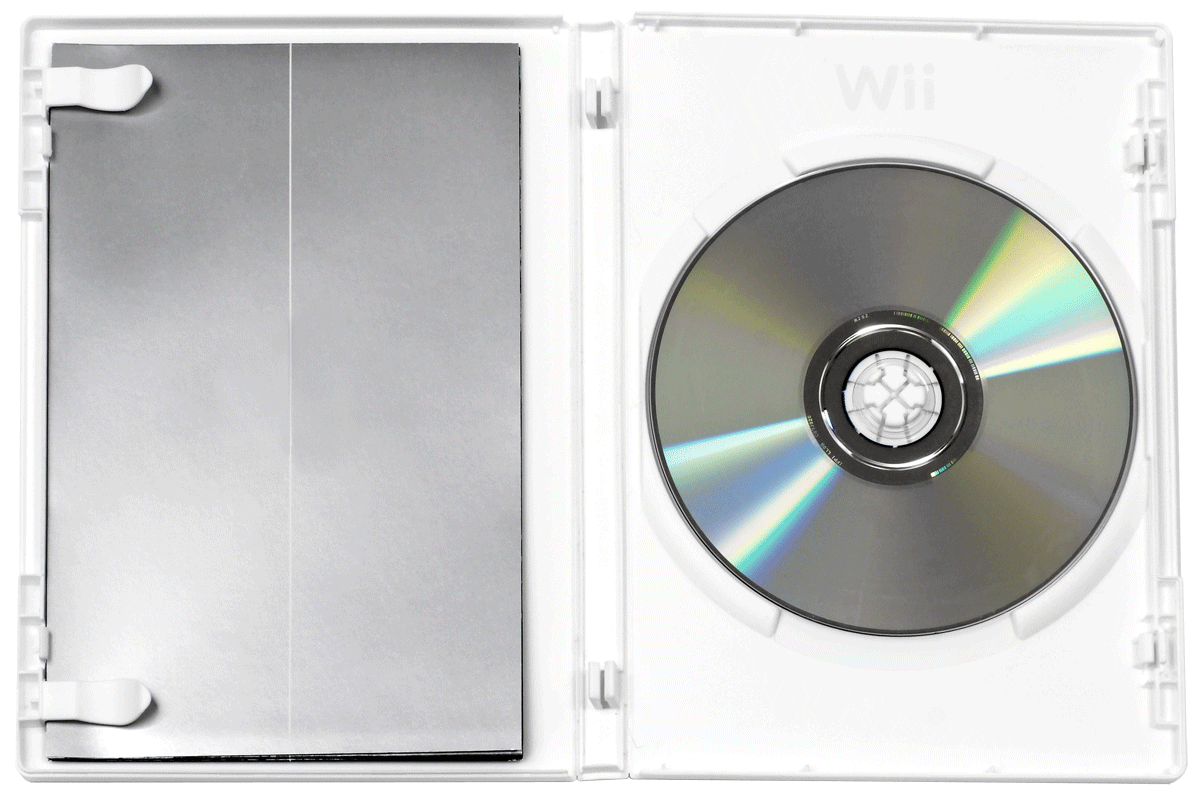
Wiiのゲームソフトパッケージである。左側には説明書等、右側にはディスクが設置されている。

Wii本体同梱版が発売されたソフトは以下の5タイトル。いずれも本体と同色のクラシックコントローラPROを同梱している。
- モンスターハンター3
- 戦国無双3
- テイルズ オブ グレイセス
- ラストストーリー
- ドラゴンクエストX 目覚めし五つの種族 オンライン

容量に関して、Wiiウェアのソフトは1タイトルあたり最大で40MBまでという規定が設けられている。またゲームクリエーター桜井政博は『大乱闘スマッシュブラザーズX』において追加キャラクターなど（ダウンロードコンテンツ）が配信できない理由として、「Wiiにハードディスクドライブが搭載されていない」点を挙げている。そもそも、Wiiのソフトウェア自体にバージョンアップという概念が存在していないのも原因のひとつである。
また、Wiiはすべてのニンテンドー ゲームキューブ用ソフトの動作にも対応しており、ニンテンドー ゲームキューブ用のコントローラやメモリーカードをWii本体にそのまま接続して遊ぶ事が可能。ただし、ニンテンドー ゲームキューブ用ハイスピードポートが廃止されたため、ニンテンドー ゲームキューブ用ハイスピードポートをモデムアダプタ及びゲームボーイプレーヤーとして周辺機器を併用していた一部のニンテンドー ゲームキューブ用ソフトはプレイ不可能である。

### 同時発売ソフト
日本で発売されたソフトの一覧（バーチャルコンソール用ソフトを除く）。値段はすべて税込価格。日本以外における同時発売ソフトは英語版の該当項目を参照。
- 任天堂
  - Wii Sports（4800円）
  - おどる メイド イン ワリオ（5800円）
  - ゼルダの伝説 トワイライトプリンセス（6800円）
  - はじめてのWii（Wiiリモコン1つ同梱で4800円）
- アトラス
  - カドゥケウスZ 2つの超執刀（6090円）
- コナミデジタルエンタテインメント
  - Elebits（5800円）
- スパイク
  - ネクロネシア（7140円）
- セガ
  - スーパーモンキーボール ウキウキパーティー大集合（6090円）
- テクモ
  - スイングゴルフ パンヤ（6090円）
- ハドソン
  - ウィングアイランド（6090円）
  - コロリンパ（5040円）
- バンプレスト
  - クレヨンしんちゃん 最強家族カスカベキング うぃ〜（6090円）
- バンダイナムコゲームス
  - SDガンダム スカッドハンマーズ（6090円）
  - 縁日の達人（5040円）
  - たまごっちのピカピカだいとーりょー!（6090円）
- ユービーアイソフト
  - レッドスティール（6800円）

同時発売ソフト（ローンチタイトル）の数はほかのゲーム機と比較すると、かなり多い部類に属する。
Wii以前に発売された任天堂ゲーム機の本体同時発売タイトルには、マリオが登場するソフトが必ずあるのが通例であった。しかしWiiではこれを覆し、（スピンオフ作品を除くと）マリオが登場するタイトルは本体と同時には発売されなかった。
ニンテンドーDSなど過去の任天堂ハードと同時発売ソフト数を比較すると、任天堂ソフトの占める割合は低い。

### 日本で100万本以上を販売したソフト
特記が無いものは任天堂から発売。
- 400万本超
  - New スーパーマリオブラザーズ Wii
- 300万本超
  - Wii Sports
  - Wii Fit[92]
  - マリオカートWii[93]
  - Wii Sports Resort
- 200万本超
  - はじめてのWii
  - 大乱闘スマッシュブラザーズX
  - Wii Fit Plus
  - Wii Party[94]
- 100万本超
  - マリオパーティ8
  - スーパーマリオギャラクシー
  - 街へいこうよ どうぶつの森[92]
  - スーパーマリオギャラクシー2
  - モンスターハンター3（）（カプコン）

## テレビCM
日本における発売前のWii本体関連のテレビCMは、これまでの任天堂コマーシャルと比べると比較的斬新であり、最初のCMでWii本体ではなくWiiリモコンを見せながら「これは、何でしょう?」と問いかけて消費者に疑問を持たせておき、その後詳細を明らかにするテレビCMを流していくティザー広告の手法を使用していた。全般的に家族がプレーする姿を映すタイプのCMが多いのが特徴。「似顔絵チャンネル 篇」で明石家さんまと松岡修造が出演して以降、芸能人がプレーする姿を映すCMも多い。
ナレーションは「お天気チャンネル 篇」まで中江真司が担当していたが健康上の理由（のちに死去）のため、「ショッピングチャンネル 篇」より窪田等が担当している。
2010年1月以前に公開された任天堂のCMはすべてSD画質（4:3比率）で制作されていたが、『斬撃のREGINLEIV』のCM（２０１０年2月）以降に公開されたものはほとんどがHD画質（16:9比率）で制作されている。ただし、WiiはHD画質の映像の出力には対応していないため、CM内のゲーム画面の部分はSD画質からアップコンバートされた映像となっている。

## 反響
Wiiは2007年度のグッドデザイン大賞候補に選ばれた。しかし決選投票で敗れ、結果は金賞だった。
Wiiの所有ユーザー層は、10代前半以下と30代・40代のいわゆる「ファミリー層」の所有率が高く、男女比もほぼ1:1である。これは、『Wii Sports』や『Wii Fit』などのファミリー向けソフトの大ヒット（前述2作はどちらも300万本超）が大きな要因となっている。
しかし、その反面、従来的ゲーマーの主流である10代後半〜20代が相対的に少ないため、いわゆるコア向けソフトは任天堂のものも含めて伸び悩んだ。岩田は2009年の段階で、このような偏ったユーザー層を「期待通りに進まなかった形」であるとしており、Wii U発表後にも「Wiiがすべてのゲーマーのニーズに応えられたとは思っておらず、任天堂はカジュアル向けという認識が定着してしまった。Wii Uではただ広いだけでなく、より深いユーザーも狙っていきたい」と語っていたが、Wii Uもさほど売れずに2017年に事実上後継のNintendo Switchに交代している。
また、ユーザーのうち約87%がWiiをリビングルームに設置している。しかし、それゆえに1人用のアクションやRPGといったリビングに合わないソフトが成功しにくいと指摘する声もある。一方、岩田は「リビングにゲーム機を置いたばかりに、テレビ放送との両立が難しくなり、その結果ゲーム機で遊ぶ時間が制限される、という問題が起きてしまった」と、リビングにゲーム機を置くことの短所について別の観点から指摘しており、それを解決するために次世代機でWii U GamePadを開発した。

## 問題点

### 専用ストラップのリコール
Wiiが発売して間もなく、Wiiリモコンに取りつけてある専用ストラップがプレイ中に切れて、テレビなどを破壊する事故が発生したため、任天堂は2006年12月15日に、交換対象の専用ストラップをリコール（無償交換）すると発表した。
交換対象のストラップは、2006年12月上旬までに出荷された約320万個（うち日本では約37万個）で、「製造番号がLJH100419980以前とLJF103032000以前のWii本体同梱のWiiリモコン」「はじめてのWii附属のWiiリモコン」「別売のWiiリモコン」（すべて初期出荷）に取りつけてある、Wiiリモコンとストラップとの接合に使われている紐の太さが「0.6mm」の専用ストラップ。交換後の専用ストラップおよび現在出荷されている専用ストラップは、紐の太さが「1.0mm」のものとなっている。
交換の申し込みは、専用の電話窓口か専用ホームページで行うことができる。
この公式発表後、Wiiリモコンを激しく振っている映像が含まれる『Wii Sports』および『ゼルダの伝説トワイライトプリンセス』のCMの放送を中止し、公式ページのCMギャラリーからもこれらのCMを削除して軽く振って遊ぶよう注意するCMに差し替えた。
事故の再発防止のため任天堂では以下の点を呼びかけている。
- Wiiリモコンはしっかり握って離さないこと。
- 専用ストラップを手首に取りつけ、ストッパーを締めること。
- 人や物などから適度に離れるなど、周りに十分なスペースを確保すること。
- Wiiリモコンは、激しく振る必要はないこと（Wiiリモコンは軽く振るだけでも十分に反応する）。
- Wiiリモコンジャケットの装着を推奨する。

### 内蔵ストレージの容量不足
SDカードメニューが実装される前のWiiは、容量が512MBしかない内蔵フラッシュメモリのうち一部をチャンネルやセーブデータの保存に割り当てるしかなかったため、NINTENDO 64やPCエンジンのCD-ROM²、SUPER CD-ROM²、ネオジオといった大容量のバーチャルコンソール用ソフトや、Wiiウェア用ソフト、Wiiチャンネルを複数ダウンロードすると、かなり早い段階で容量が足りなくなっていた。SDカードメニューの実装は、後述のようにユーザーからの不満を反映してのことである。

#### SDカードメニュー実装への経緯
- 2007年11月 - 米国任天堂広報のエリック・ウォルターが「（容量を拡張する）必要性はない。容量が足りなくなれば消して、遊びたくなったら再ダウンロードすればいい。音楽におけるiPodのように、必要なゲームだけ入れておけばいい。Wiiウェアのソフトも容量が小さいため大丈夫」と発言[102]。
- 2008年3月 - 岩田が決算説明会において「統計的に見ると、足りないと感じているユーザーより、スペースに余裕があるユーザーの方が多いが、もっとも熱心なユーザーにそのような不満を感じられているので、最善の方法を考えなければいけないと思う」と発言[103]。
- 2008年6月 - 欧州任天堂シニアマーケティングディレクターのローラン・フィッシャーが「512MBが容量不足になるのはオタクだけ」と発言。インターネット上で多くの論争を巻き起こし、1か月後には「深刻な問題であり、緊急に解決しなければならないと感じる」と、前述の発言を撤回、謝罪した[104]。
- 2008年7月 - 米国任天堂社長兼COOのレジー・フィーセメイが、「私たちはこの問題に気付いており、解決を見つけるべく本気で取り組んでいます」と回答[105]。
- 2008年10月 - 「任天堂カンファレンス 2008.秋」において、「WiiショッピングチャンネルからSDメモリーカードへの直接ダウンロード」「SDメモリーカード上のソフトを簡便な操作で本体内蔵メモリにコピーして実行」の2点を可能にするアップデートを2009年春に実行することが発表される。
- 2009年3月 - Ver4.0の更新に伴い、SDカードメニューが実装され、容量不足問題はいったんの終結を迎える。

### 訴訟
- 2013年5月13日 - WiiのモーションコントロールがMotiva社の特許を侵害しているとしてアメリカで提起されていた訴訟において、任天堂が勝利[106]。
- 2013年9月12日 - Wiiリモコンのモーションセンサーを使った技術がCreative Kingdoms社の特許を侵害しているとしてアメリカで提起されていた訴訟において、任天堂が勝利[107]。
- 2014年5月15日 - Wiiモーションプラス、Wii、Wii U、Wii miniがフィリップス社の特許2件を侵害しているとして、フィリップス社がアメリカで訴訟を提起[108]。
- 2014年6月20日 - イギリスで提起されていたフィリップス社の特許侵害訴訟で、イギリス高等法院が任天堂による特許侵害を認める判決を下す[109][110]。
- 2014年12月2日 - フィリップス社が任天堂に対し提起していた訴訟について、特許に関するクロスライセンスで合意した旨が発表された[111]。

## その他

### 業務用への転用
- ゲームセンター向けに2008年12月にリリースされたカプコンの『タツノコ VS. CAPCOM』は、Wiiの内蔵基板を元にしてカスタマイズされた専用基板が使用されていた（外観はデザインが一切ない無骨な金属ケースである）。過去には任天堂とセガ、バンダイナムコゲームスが共同で開発したゲームキューブの業務用システム基板トライフォースが大々的に発表され、『マリオカート アーケードグランプリ』など複数のタイトルで使用された実績があるが、この基板に関してはWiiとの共通性についても公式には発表されておらず、ソフト変更も行えない仕様となっている。このようなWiiのアーケード基板への流用は「マリオパーティ　ふしぎのコロコロキャッチャー」の基板でも同様と思われる。